# CDU-Bundesvorstand
Der CDU-Bundesvorstand leitet die CDU Deutschlands. Er führt die Beschlüsse des Bundesparteitages und des Bundesausschusses durch und verabschiedet selbst auch Beschlüsse zu wichtigen politischen Themen. Der Bundesvorstand beruft den Bundesparteitag ein und kann Bundesfachausschüsse und Arbeitskreise zur fachlichen Beratung und Unterstützung einsetzen. Er beschließt ferner über die Etats der Bundespartei, sowie über den vom Parteiengesetz vorgeschriebenen Rechenschaftsbericht (siehe auch Parteienfinanzierung). Eine Sitzung des Bundesvorstandes muss mindestens alle zwei Monate stattfinden.

## Zusammensetzung

### CDU-Präsidium
Die laufenden und dringlichen Geschäfte des Bundesvorstands werden vom Präsidium als geschäftsführendem Vorstand erledigt.
Dieses umfasst laut CDU-Statut:
- den Vorsitzenden,
- den Generalsekretär,
- fünf stellvertretende Vorsitzende,
- den Bundesschatzmeister,
- weitere sieben Mitglieder,
- die Ehrenvorsitzenden[1];

außerdem, soweit sie der CDU angehören:
- den Bundeskanzler,
- den Präsidenten oder einen Vizepräsidenten des Deutschen Bundestages,
- den Vorsitzenden der CDU/CSU-Fraktion im Deutschen Bundestag,
- den Präsidenten des Europäischen Parlaments,
- den Vorsitzenden der Fraktion der Europäischen Volkspartei im Europäischen Parlament,
- den Vorsitzenden der CDU/CSU-Gruppe im Europäischen Parlament.

Die CDU-Ministerpräsidenten der Länder nehmen beratend an den Sitzungen des Präsidiums teil. In der Praxis gilt dasselbe für den Bundesgeschäftsführer, der laut Statut nur am Vorstand beratend teilnimmt.

### Weitere Mitglieder
Der Bundesvorstand umfasst neben den Mitgliedern des Präsidiums weitere 26 gewählte Mitglieder. Dazu tritt außerdem der Mitgliederbeauftragte. Teilweise werden auch beratende Mitglieder des Präsidiums in den Vorstand gewählt, um dort stimmberechtigt zu sein.
Zusätzlich nehmen an den Sitzungen des Bundesvorstands die CDU-Ministerpräsidenten sowie die Vorsitzenden der Parteilandesverbände und der Bundesvereinigungen beratend teil. Stimmberechtigt sind sie nur, soweit nicht bereits ein anderes Mitglied ihrem jeweiligen Landesverband angehört. Auch die Vorsitzenden der Bundesvereinigungen und der Vorsitzende des Evangelischen Arbeitskreises der CDU/CSU (EAK) nehmen beratend teil, soweit sie der CDU angehören. Überdies ist die private Lobbyorganisation Wirtschaftsrat der CDU e. V. mit ihrer Präsidentin Astrid Hamker beratend vertreten.

## Aktuelle Mitglieder
Nach der Wahl auf dem 36. Parteitag 2024 in Berlin gehören zum Bundesvorstand:
| Name                                                                                  | Funktion | Foto |
| ------------------------------------------------------------------------------------- | --- | ---- |
| Friedrich Merz                                                                        | Vorsitzender der CDU Bundeskanzler der Bundesrepublik Deutschland                                                                            |      |
| Carsten Linnemann                                                                     | Generalsekretär Mitglied des Deutschen Bundestages                                                                                           |      |
| Stellvertretende Vorsitzende                                                          | |      |
| Silvia Breher                                                                         | Parlamentarische Staatssekretärin |      |
| Andreas Jung                                                                          | Mitglied des Deutschen Bundestages |      |
| Michael Kretschmer                                                                    | Ministerpräsident von Sachsen Vorsitzender des CDU-Landesverbandes Sachsen                                                                   |      |
| Karl-Josef Laumann                                                                    | Minister für Arbeit, Gesundheit und Soziales des Landes Nordrhein-Westfalen                                                                  |      |
| Karin Prien                                                                           | Bundesministerin für Bildung, Familie, Senioren, Frauen und Jugend Vorsitzende des Jüdischen Forums in der CDU                               |      |
| Bundesschatzmeisterin                                                                 | |      |
| Franziska Hoppermann                                                                  | Mitglied des Deutschen Bundestages |      |
| Stellvertretende Generalsekretärin                                                    | |      |
| Christina Stumpp                                                                      | Mitglied des Deutschen Bundestages |      |
| Gewählte Mitglieder des Präsidiums                                                    | |      |
| Ines Claus                                                                            | Fraktionsvorsitzende der CDU-Fraktion im Hessischen Landtag                                                                                  |      |
| Ronja Kemmer                                                                          | Mitglied des Deutschen Bundestages |      |
| Sebastian Lechner                                                                     | Vorsitzender der CDU in Niedersachsen Fraktionsvorsitzender der CDU-Fraktion im Niedersächsischen Landtag                                    |      |
| Ina Scharrenbach                                                                      | Ministerin für Heimat, Kommunales, Bauen und Gleichstellung des Landes Nordrhein-Westfalen                                                   |      |
| Sven Schulze                                                                          | Minister für Wirtschaft, Tourismus, Landwirtschaft und Forsten des Landes Sachsen-Anhalt Vorsitzender des CDU-Landesverbandes Sachsen-Anhalt |      |
| Jens Spahn                                                                            | Vorsitzender CDU/CSU-Bundestagsfraktion |      |
| Mario Voigt                                                                           | Landesvorsitzender der CDU Thüringen Ministerpräsident des Freistaates Thüringen                                                             |      |
| Mitglieder des Präsidiums kraft Amtes                                                 | |      |
| Julia Klöckner                                                                        | Präsidentin des Deutschen Bundestages |      |
| Daniel Caspary                                                                        | Vorsitzender der CDU/CSU-Gruppe im Europäischen Parlament                                                                                    |      |
| Beratende Mitglieder des Präsidiums                                                   | |      |
| Daniel Günther                                                                        | Ministerpräsident von Schleswig-Holstein Vorsitzender der CDU Schleswig-Holstein                                                             |      |
| Reiner Haseloff                                                                       | Ministerpräsident von Sachsen-Anhalt |      |
| Boris Rhein                                                                           | Ministerpräsident von Hessen Vorsitzender der CDU Hessen                                                                                     |      |
| Kai Wegner                                                                            | Regierender Bürgermeister von Berlin Vorsitzender der CDU Berlin                                                                             |      |
| Hendrik Wüst                                                                          | Ministerpräsident von Nordrhein-Westfalen Vorsitzender der CDU Nordrhein-Westfalen                                                           |      |
| Philipp Birkenmaier                                                                   | Bundesgeschäftsführer |      |
| Der Mitgliederbeauftragte                                                             | |      |
| Philipp Amthor                                                                        | Parlamentarischer Staatssekretär |      |
| Gewählte Mitglieder des Bundesvorstands                                               | |      |
| Ruth Baumann                                                                          | stellvertretende Bundesvorsitzende der MIT                                                                                                   |      |
| Steffen Bilger                                                                        | 1. Parlamentarischer Geschäftsführer der CDU/CSU-Bundestagsfraktion                                                                          |      |
| Joe Chialo                                                                            | ehemaliger Berliner Senator für Kultur und Gesellschaftlichen Zusammenhalt                                                                   |      |
| Birte Glißmann                                                                        | Mitglied des Landtages Schleswig-Holstein Parlamentarische Geschäftsführerin der CDU-Fraktion im Landtag Schleswig-Holstein                  |      |
| Hermann Gröhe                                                                         | ehemaliger Bundesminister für Gesundheit |      |
| Serap Güler                                                                           | Staatsministerin bei dem Bundesminister des Auswärtigen                                                                                      |      |
| Elke Hannack                                                                          | stellvertretende Vorsitzende des Deutschen Gewerkschaftsbundes                                                                               |      |
| Stefan Heck                                                                           | ehemaliges Mitglied des Deutschen Bundestages ehemaliger Staatssekretär                                                                      |      |
| Mechthild Heil                                                                        | Mitglied des Deutschen Bundestages |      |
| Carina Hermann                                                                        | Mitglied des Niedersächsischen Landtages |      |
| Thomas Jarzombek                                                                      | Parlamentarischer Staatssekretär |      |
| Thomas Kufen                                                                          | Oberbürgermeister der Stadt Essen |      |
| Alexander Lorz                                                                        | Hessischer Finanzminister |      |
| Henning Otte                                                                          | Mitglied des Deutschen Bundestages |      |
| Jan Redmann                                                                           | Vorsitzender der CDU Brandenburg Fraktionsvorsitzender der CDU-Fraktion im Landtag Brandenburg                                               |      |
| Bastian Schneider                                                                     | |      |
| Marc Speicher                                                                         | Oberbürgermeister von Saarlouis |      |
| Kim-Sarah Speer                                                                       | Mitglied des Hessischen Landtags |      |
| Jessica Steiner                                                                       | Mitglied des Sächsischen Landtags |      |
| Johannes Steiniger                                                                    | Mitglied des Deutschen Bundestages Generalsekretär der CDU Rheinland-Pfalz                                                                   |      |
| Johannes Volkmann                                                                     | Mitglied des Deutschen Bundestages |      |
| Astrid Wallmann                                                                       | Präsidentin des Hessischen Landtags |      |
| Wiebke Winter                                                                         | Vorsitzende der CDU-Fraktion in der Bremischen Bürgerschaft                                                                                  |      |
| Monica Wüllner                                                                        | Mitglied im CDA-Bundesvorstand |      |
| Paul Ziemiak                                                                          | Generalsekretär des CDU-Landesverbandes Nordrhein-Westfalen Mitglied des Deutschen Bundestages                                               |      |
| Beratende Teilnehmer des Bundesvorstands / Mitglieder des Bundesvorstands kraft Amtes | |      |
| Helge Benda                                                                           | Vorsitzender der Senioren-Union (kommissarisch)                                                                                              |      |
| Gitta Connemann                                                                       | Bundesvorsitzende der Mittelstands- und Wirtschaftsunion Parlamentarische Staatssekretärin                                                   |      |
| Christian Haase                                                                       | Vorsitzender der Kommunalpolitischen Vereinigung der CDU/CSU Mitglied des Deutschen Bundestages                                              |      |
| Manuel Hagel                                                                          | Vorsitzender der CDU Baden-Württemberg Vorsitzender der CDU-Fraktion im Landtag Baden-Württemberg                                            |      |
| Lukas Honemann                                                                        | Vorsitzender des Rings Christlich-Demokratischer Studenten                                                                                   |      |
| Manuel Stroh Prieto                                                                   | Bundesvorsitzender der Schüler Union |      |
| Daniel Peters                                                                         | Landesvorsitzender der CDU Mecklenburg-Vorpommern Vorsitzender der CDU-Fraktion im Landtag von Mecklenburg-Vorpommern                        |      |
| Christoph Plett                                                                       | Vorsitzender des CDU-Landesverbandes Braunschweig Mitglied des Niedersächsischen Landtages                                                   |      |
| Egon Primas                                                                           | Bundesvorsitzender der Ost- und Mitteldeutschen Vereinigung der CDU/CSU                                                                      |      |
| Thomas Rachel                                                                         | Bundesvorsitzender des Evangelischen Arbeitskreises Mitglied des Deutschen Bundestages                                                       |      |
| Dennis Radtke                                                                         | Vorsitzender der Christlich-Demokratischen Arbeitnehmerschaft Mitglied des Europäischen Parlaments                                           |      |
| Gordon Schnieder                                                                      | Vorsitzender der CDU Rheinland-Pfalz Vorsitzender der CDU-Fraktion im Landtag Rheinland-Pfalz                                                |      |
| Sönke A. Siegmann                                                                     | Vorsitzender der Lesben und Schwulen in der Union                                                                                            |      |
| Heiko Strohmann                                                                       | Vorsitzender der CDU Bremen Mitglied der Bremischen Bürgerschaft                                                                             |      |
| Dennis Thering                                                                        | Vorsitzender des CDU-Landesverbandes Hamburg Vorsitzender der CDU-Fraktion in der Hamburgischen Bürgerschaft                                 |      |
| Stephan Toscani                                                                       | Vorsitzender der CDU Saar Vorsitzender der CDU-Fraktion im saarländischen Landtag                                                            |      |
| Nina Warken                                                                           | Vorsitzende der Frauen-Union Bundesministerin für Gesundheit                                                                                 |      |
| Johannes Winkel                                                                       | Vorsitzender der Jungen Union Deutschlands Mitglied des Deutschen Bundestages                                                                |      |

## Historische Auflistungen

### Generalsekretäre

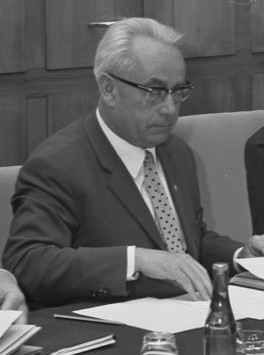
Bruno Heck 1967 bis 1971
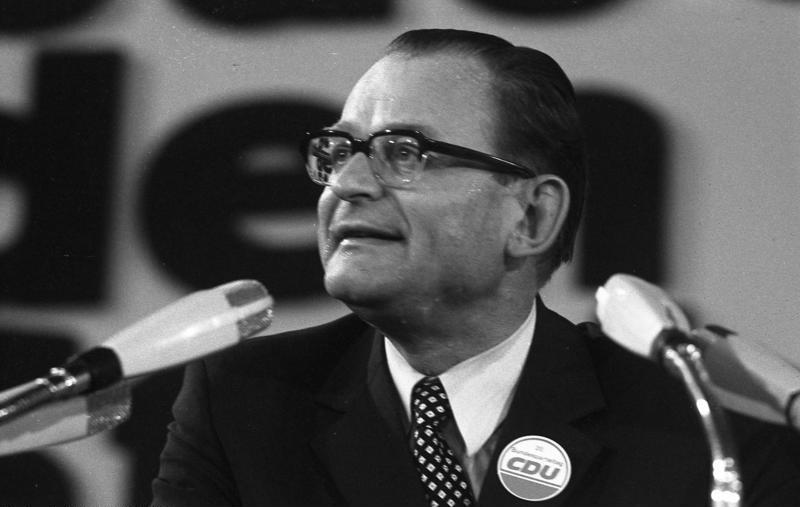
Konrad Kraske 1971 bis 1973
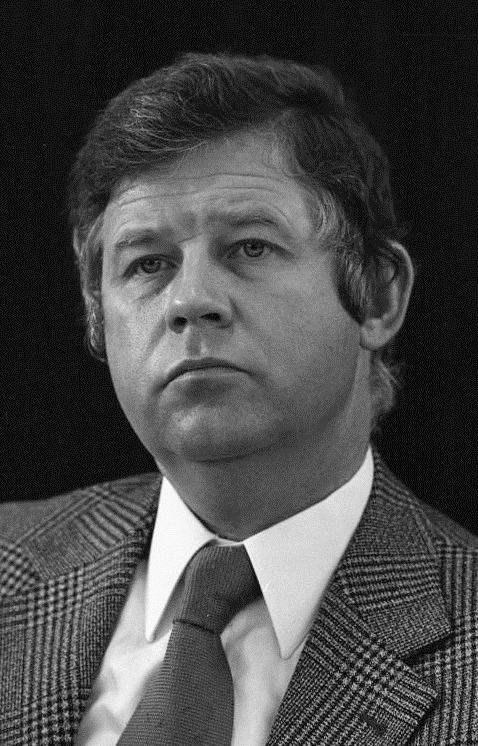
Kurt Biedenkopf 1973 bis 1977
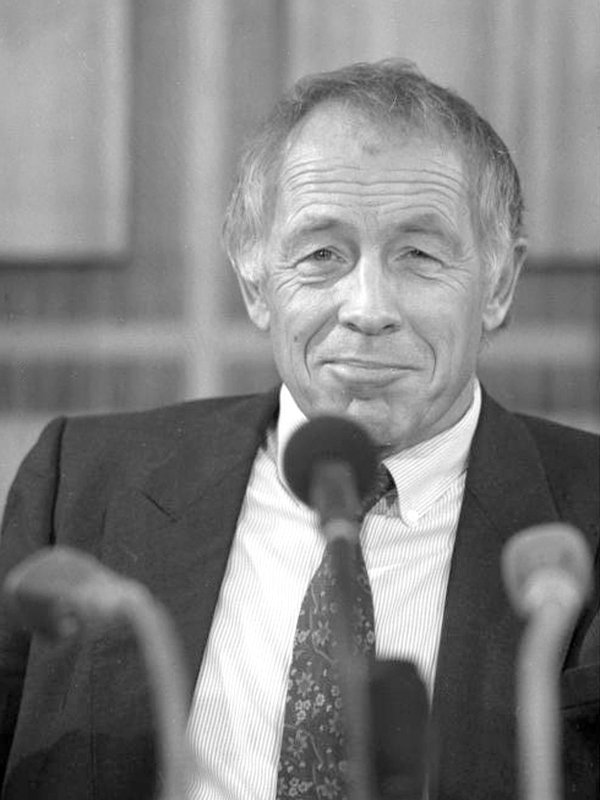
Heiner Geißler 1977 bis 1989
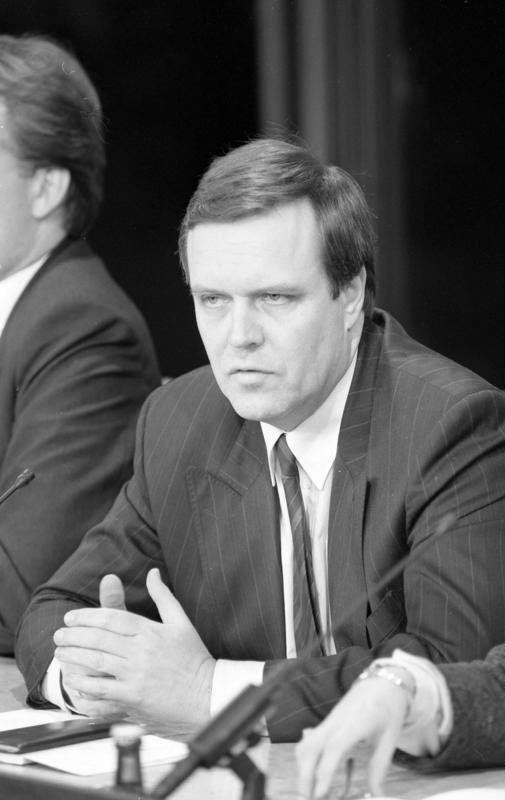
Volker Rühe 1989 bis 1992
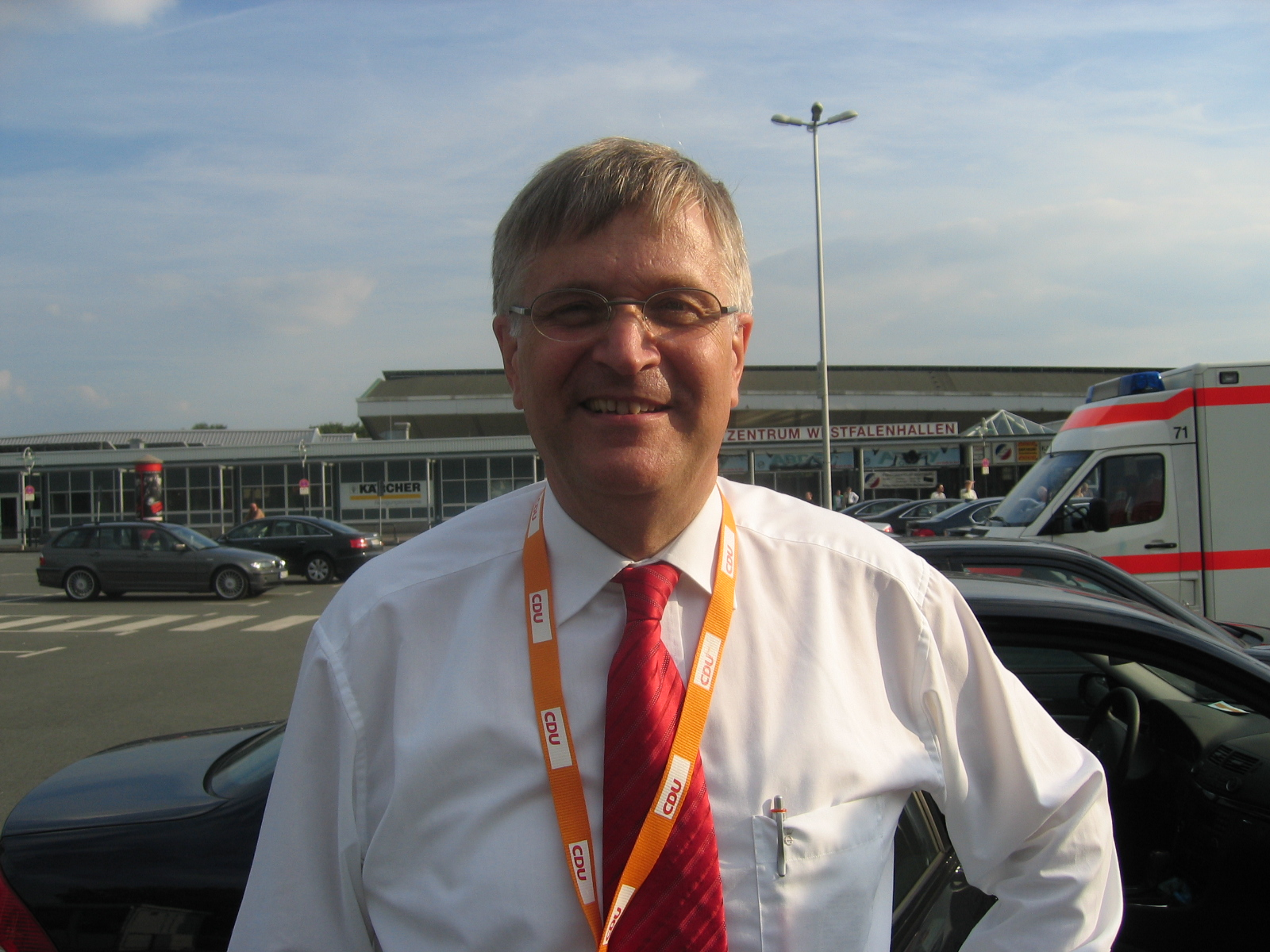
Peter Hintze 1992 bis 1998
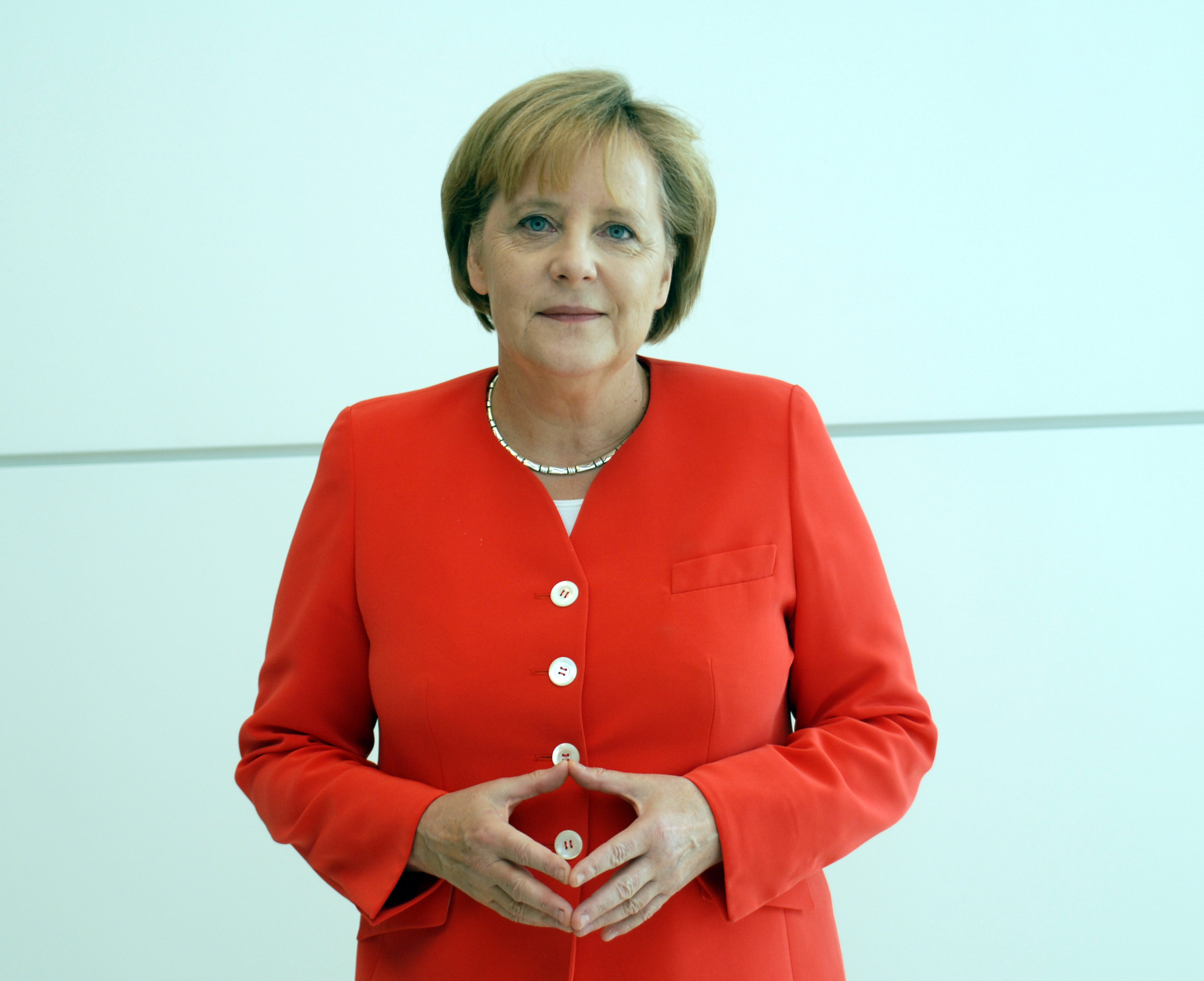
Angela Merkel 1998 bis 2000
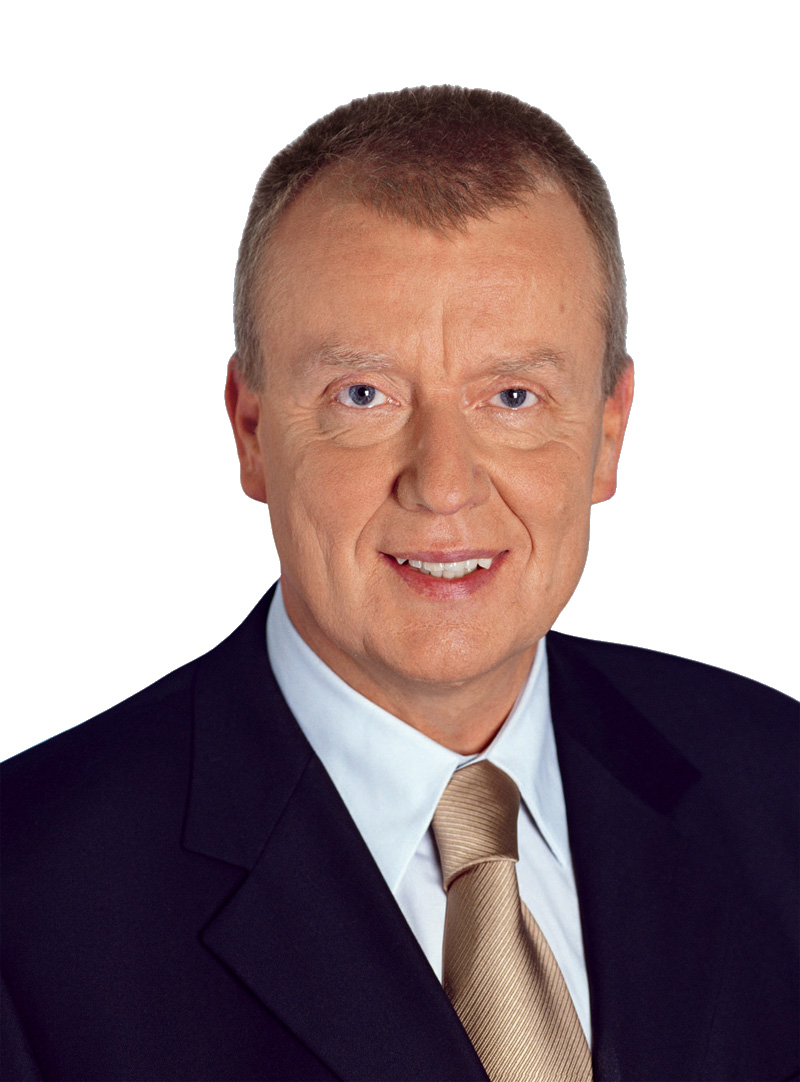
Ruprecht Polenz 2000
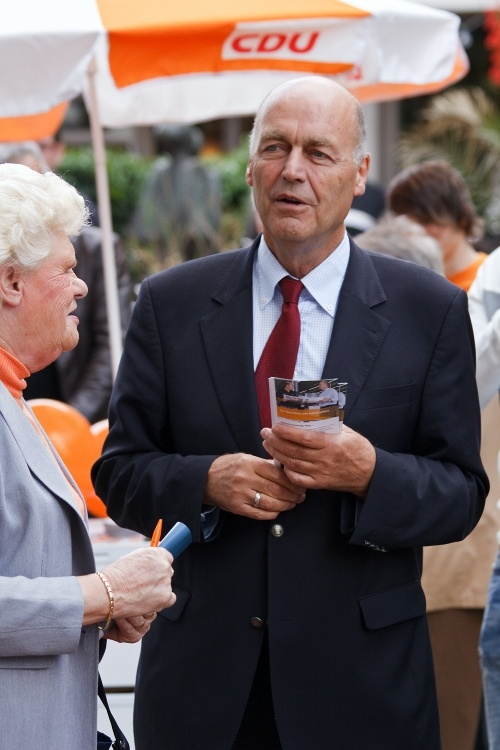
Laurenz Meyer 2000 bis 2004
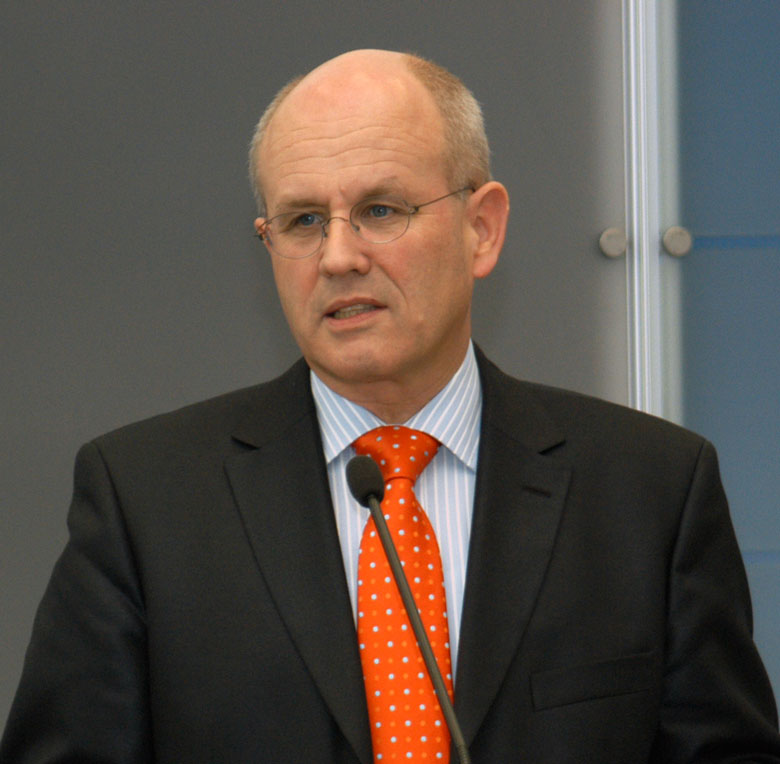
Volker Kauder 2005
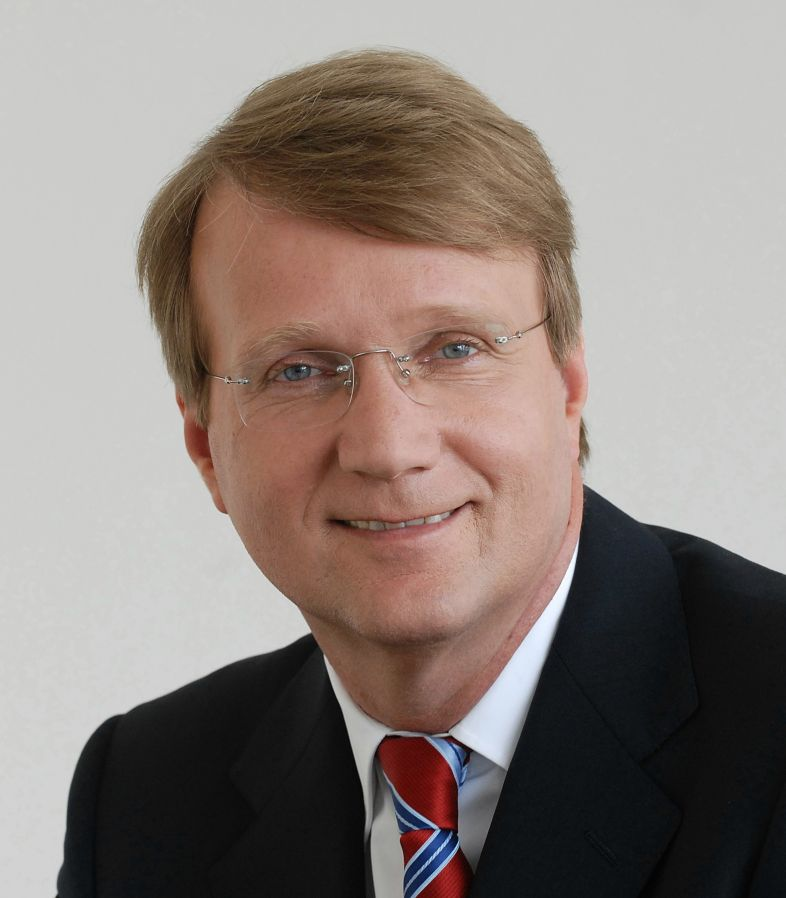
Ronald Pofalla 2005 bis 2009
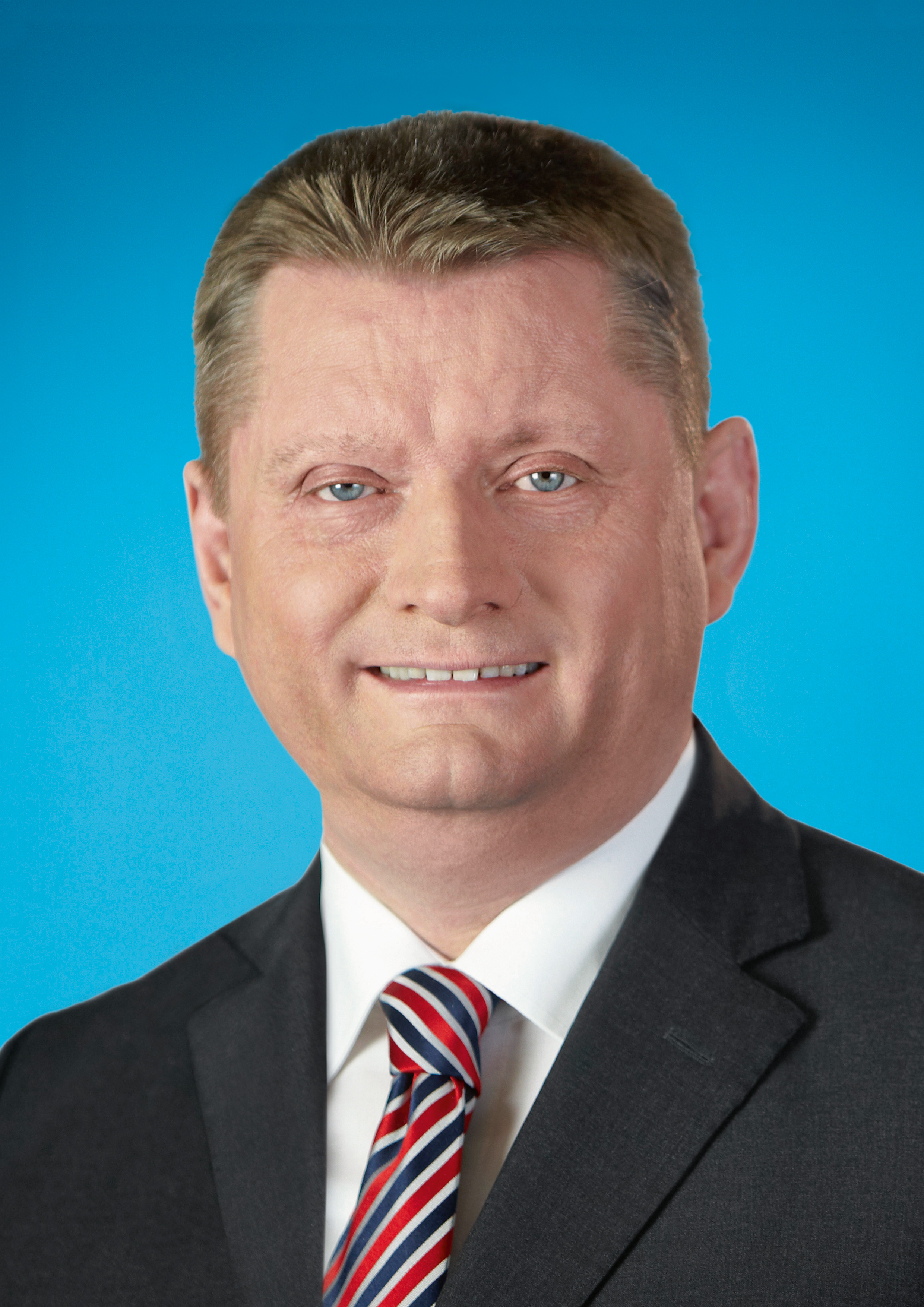
Hermann Gröhe 2009 bis 2013
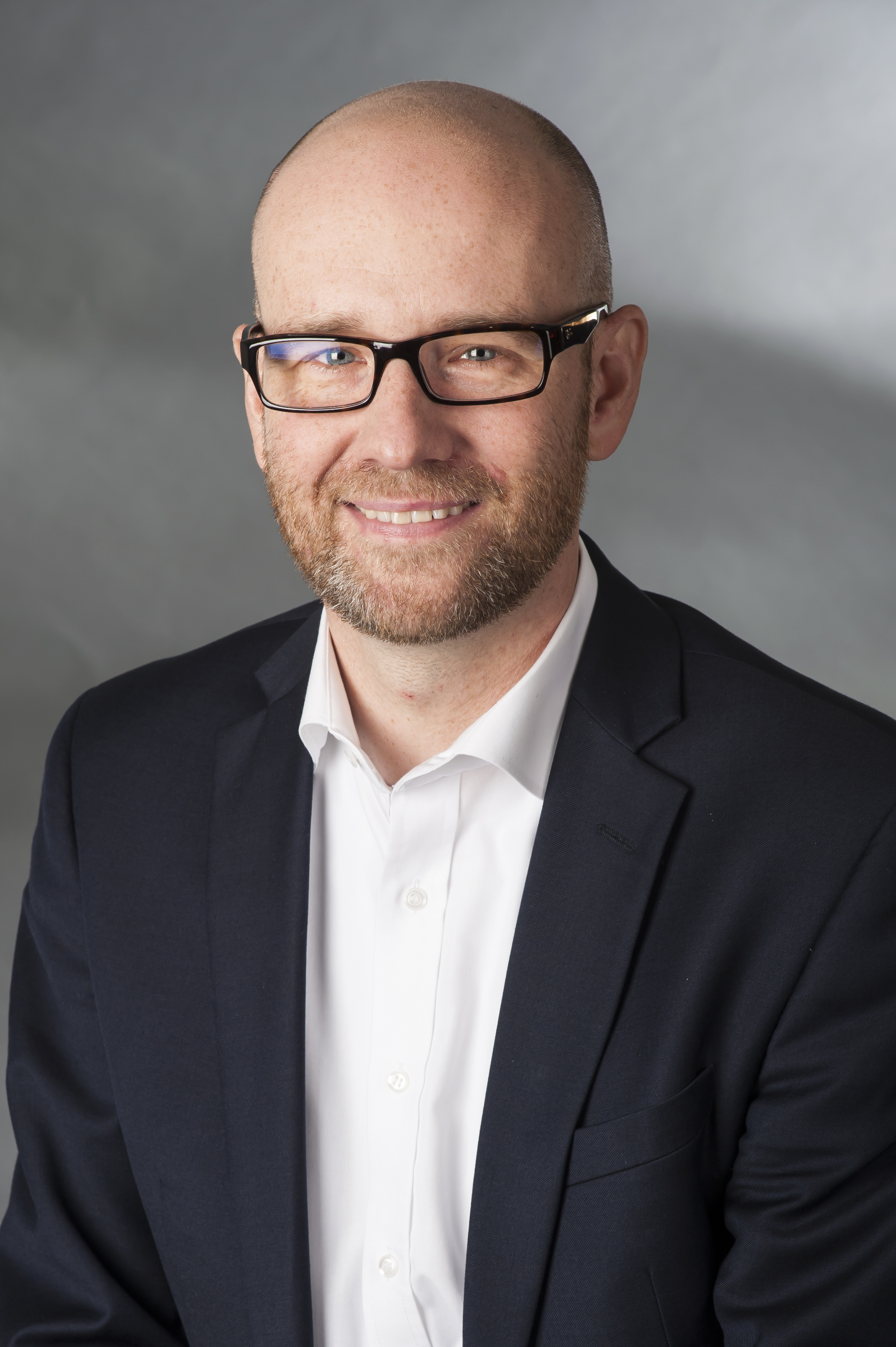
Peter Tauber 2013 bis 2018
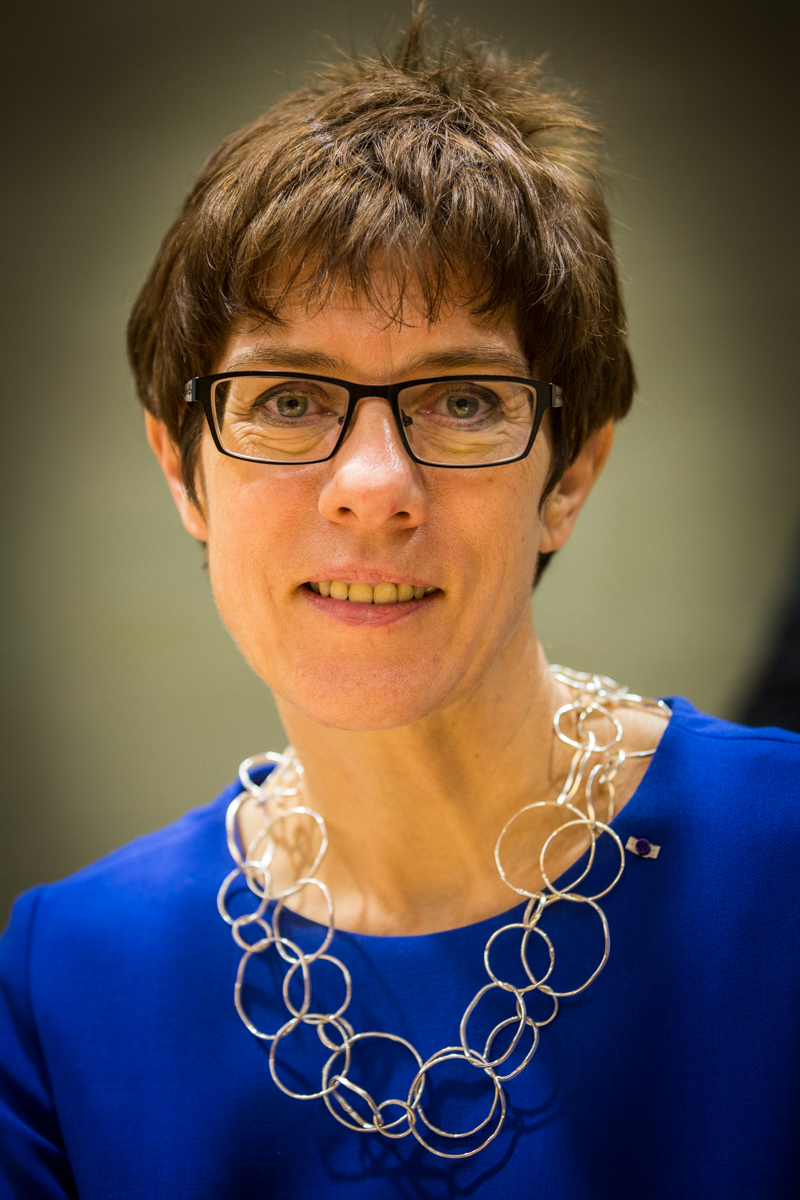
Annegret Kramp-Karrenbauer 2018
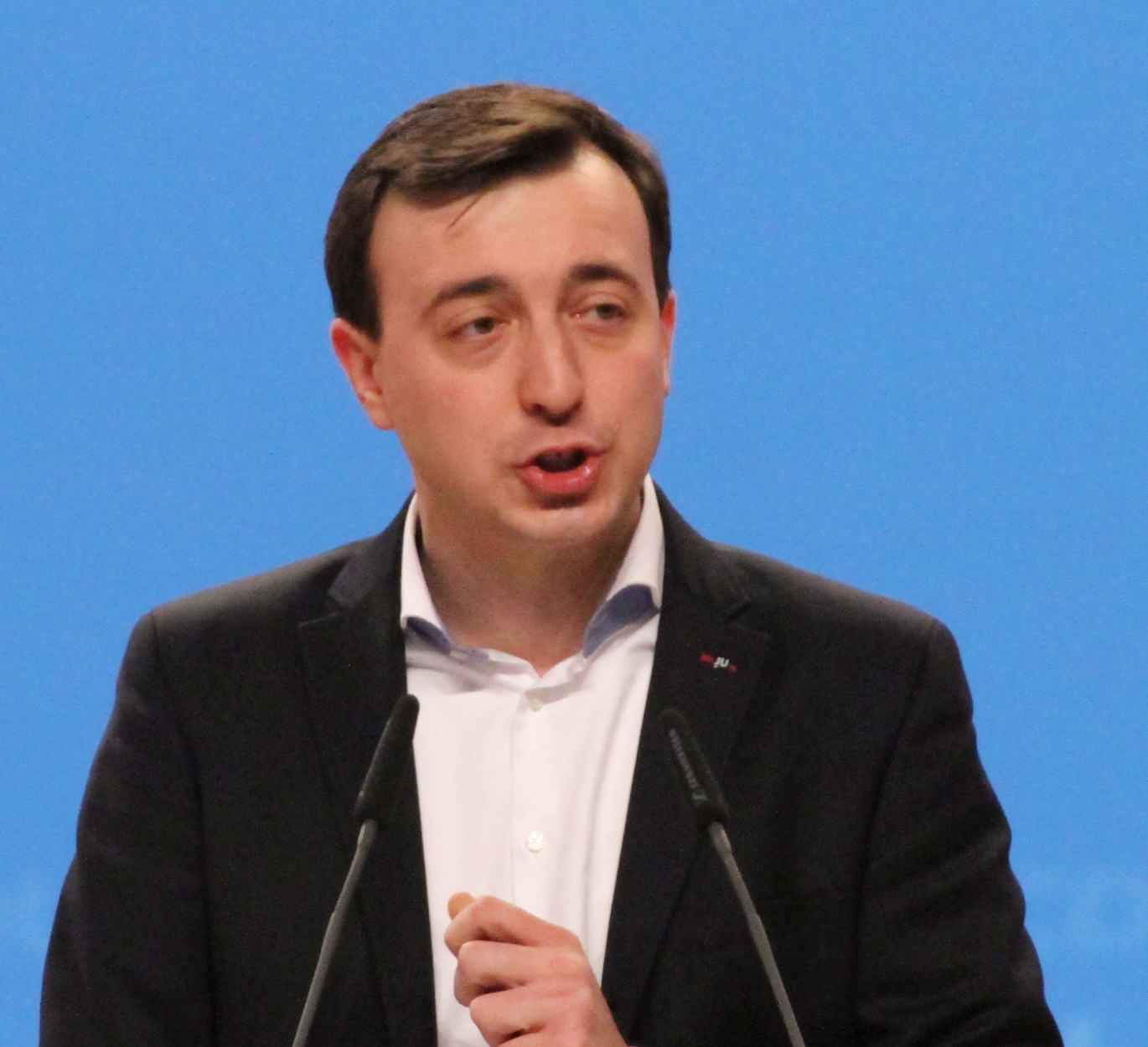
Paul Ziemiak 2018 bis 2022
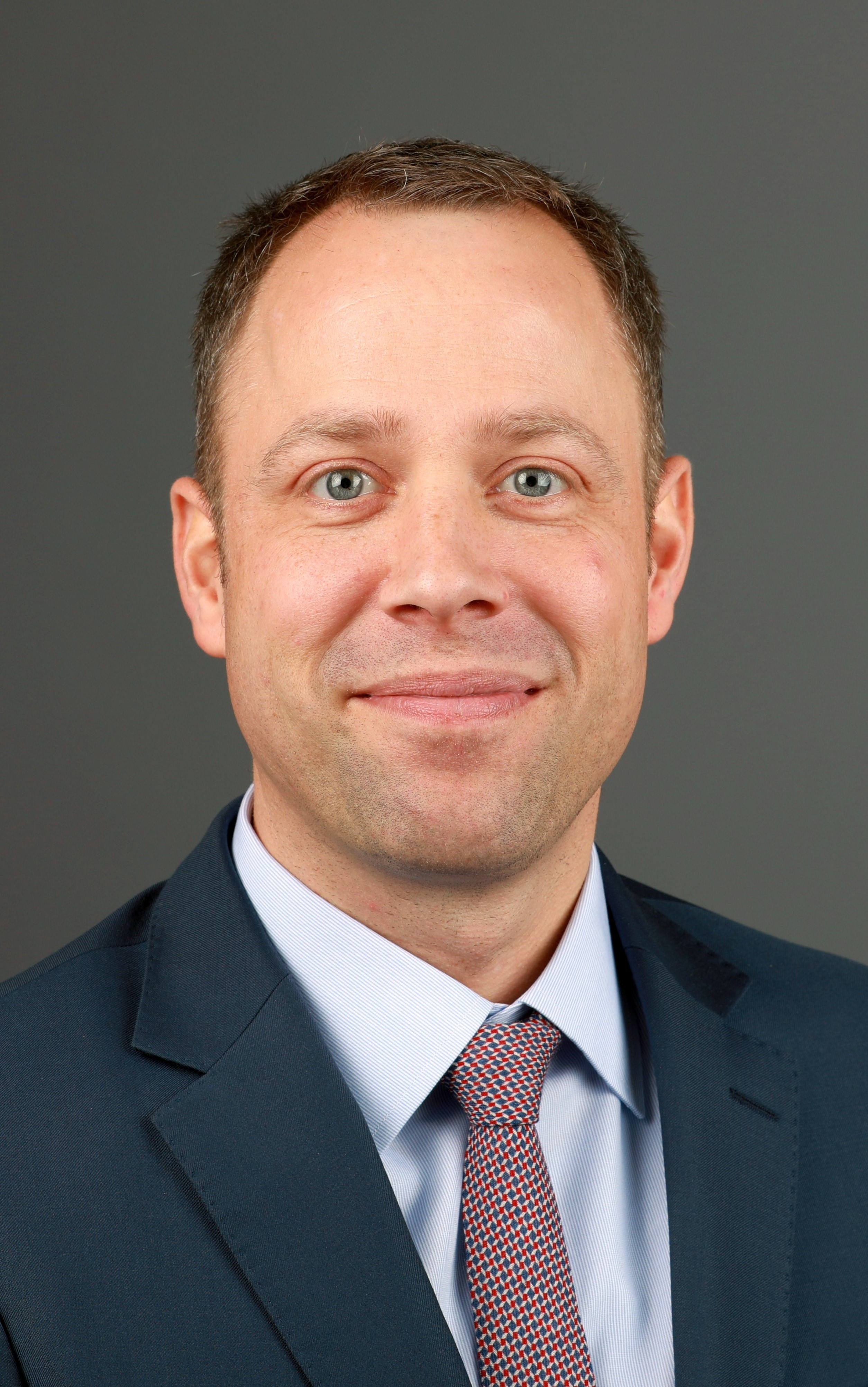
Mario Czaja 2022 bis 2023
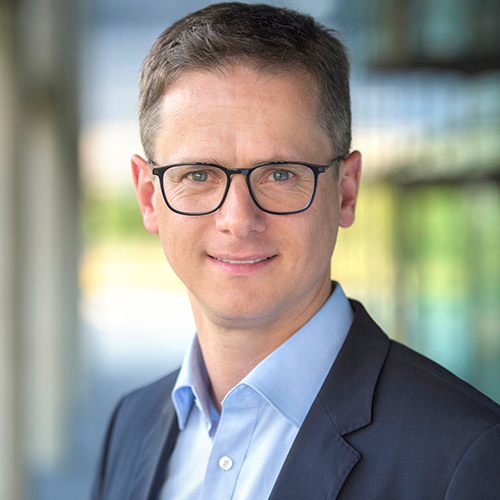
Carsten Linnemann, seit 2023 (kommissarisch), seit Mai 2024 gewählt

### Stellvertretende Bundesvorsitzende seit 1990

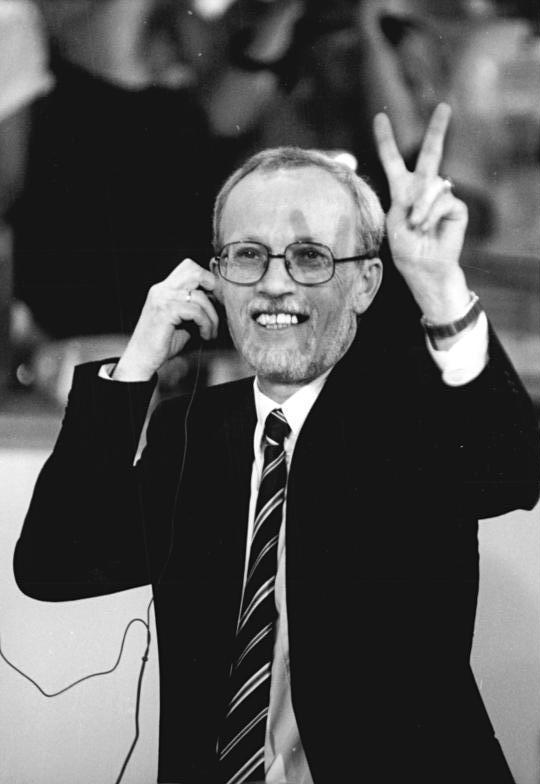
Lothar de Maizière 1990 bis 1992
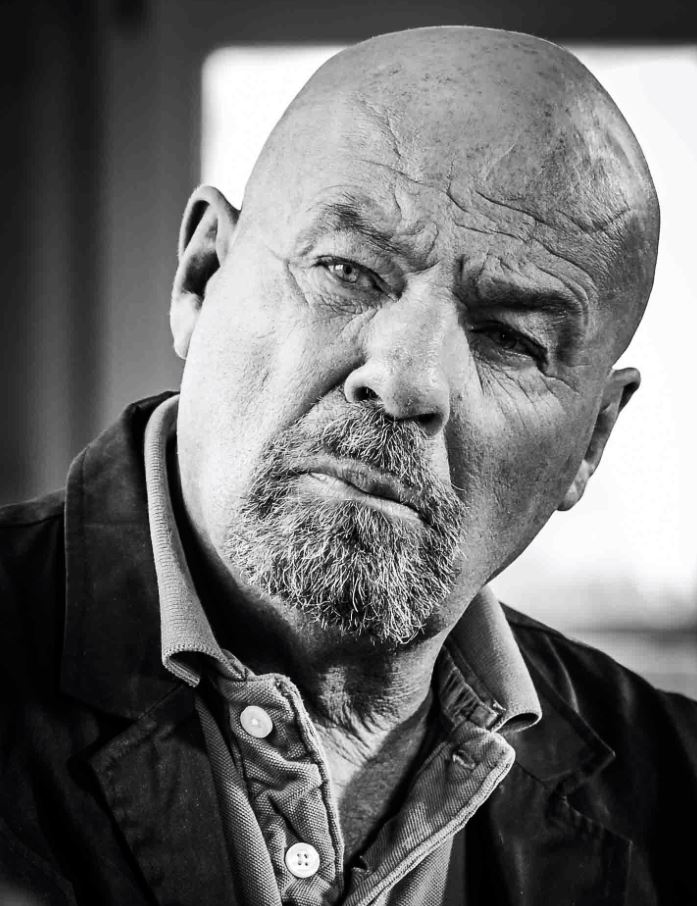
Heinz Eggert 1992 bis 1996
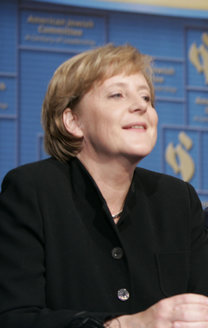
Angela Merkel 1992 bis 1998
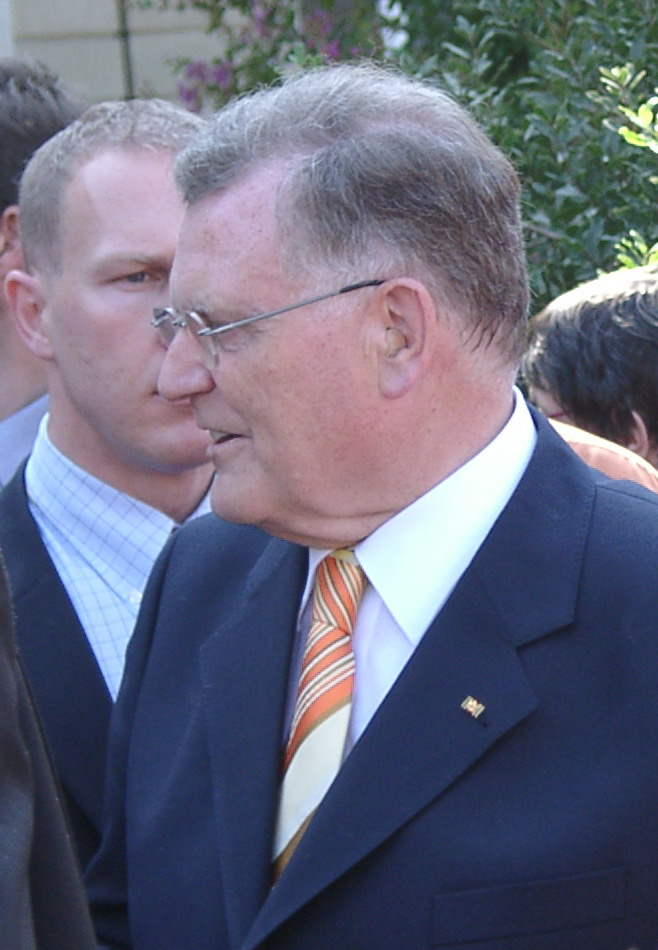
Erwin Teufel 1992 bis 1998
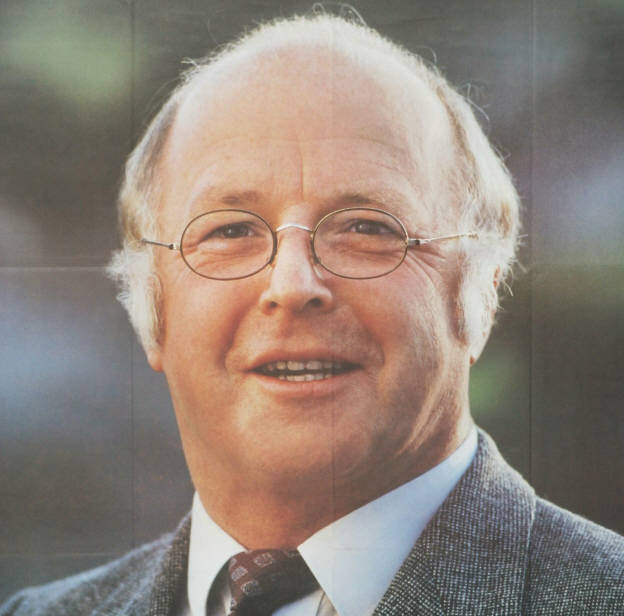
Norbert Blüm 1992 bis 2000
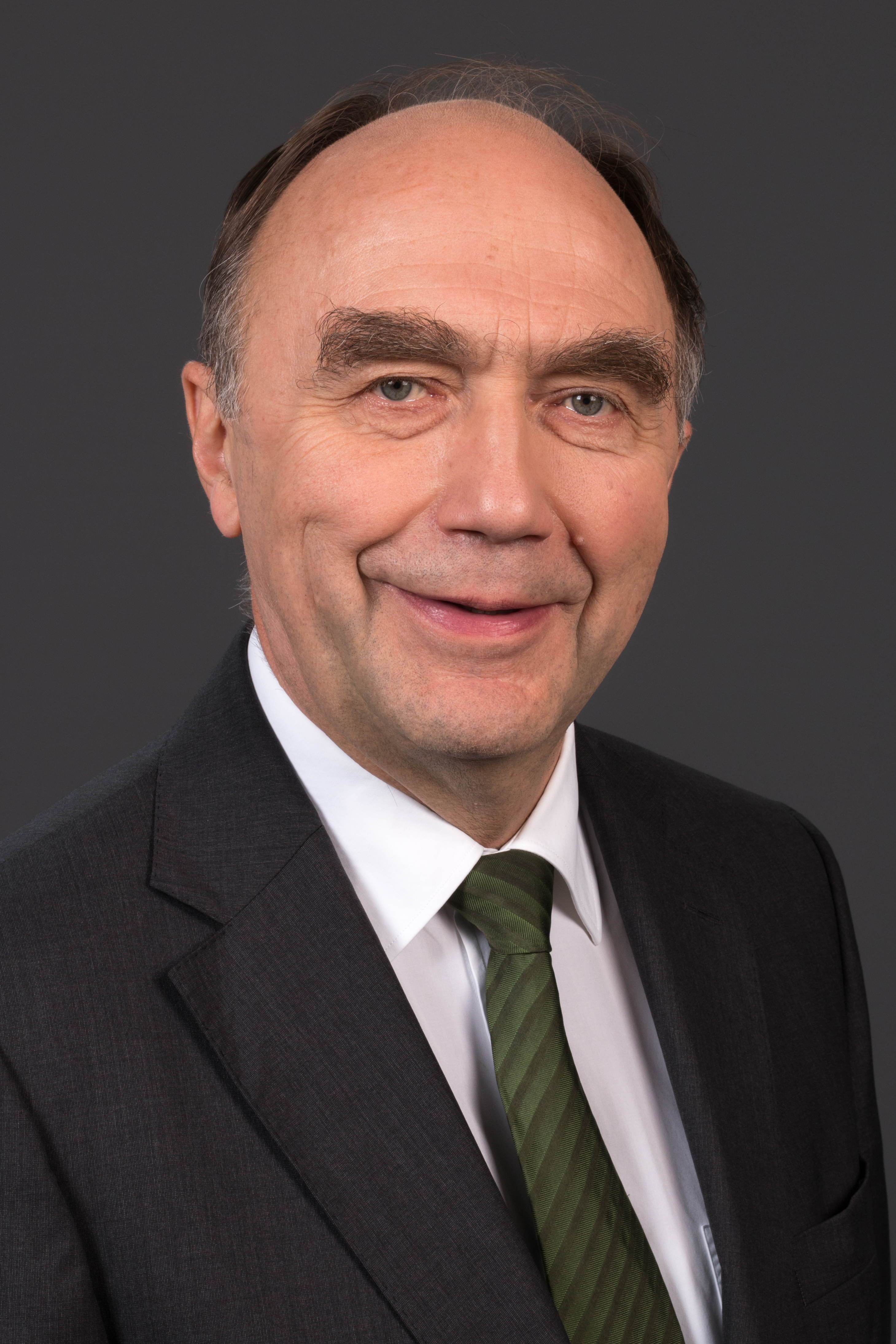
Christoph Bergner 1996 bis 1998
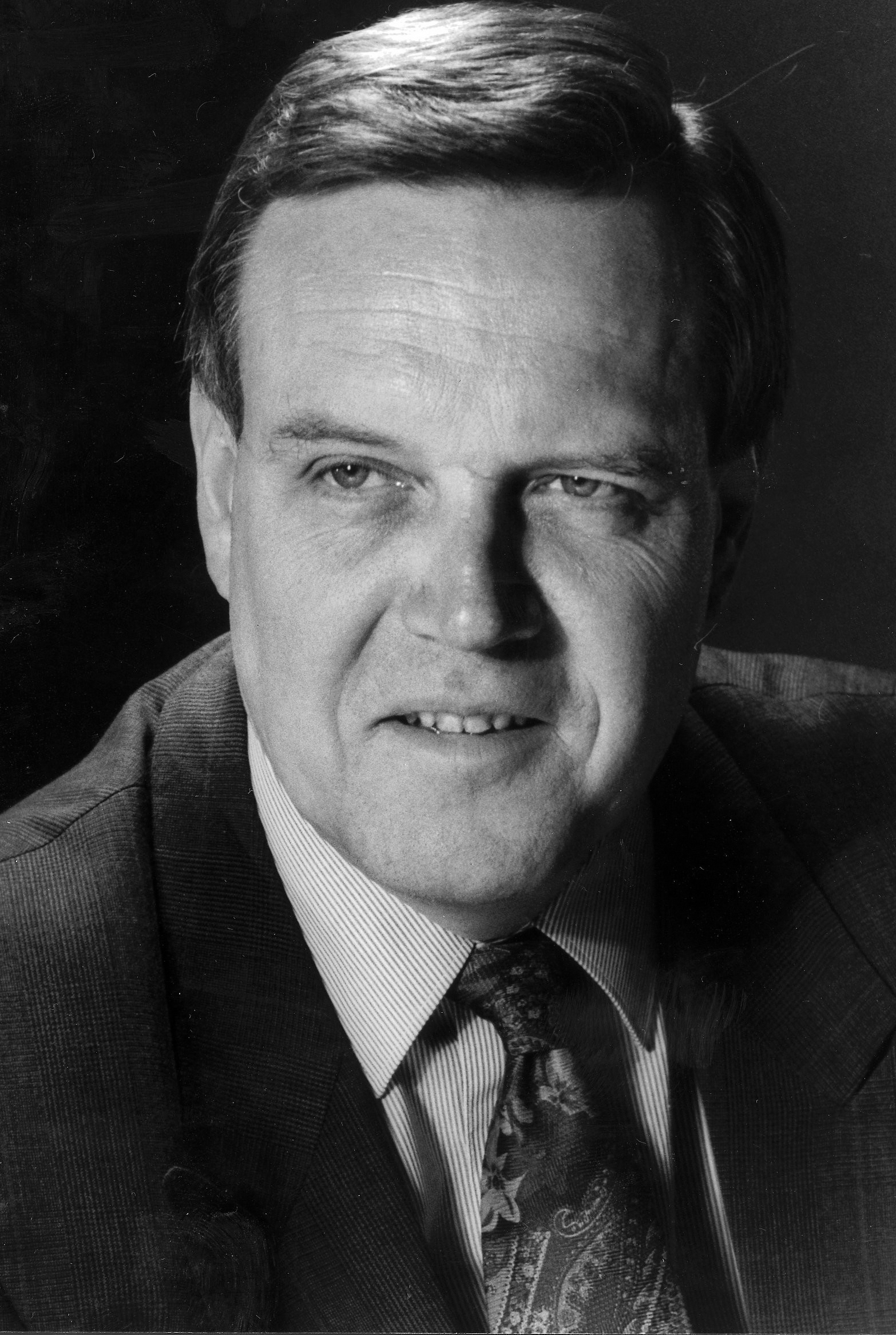
Volker Rühe 1998 bis 2002
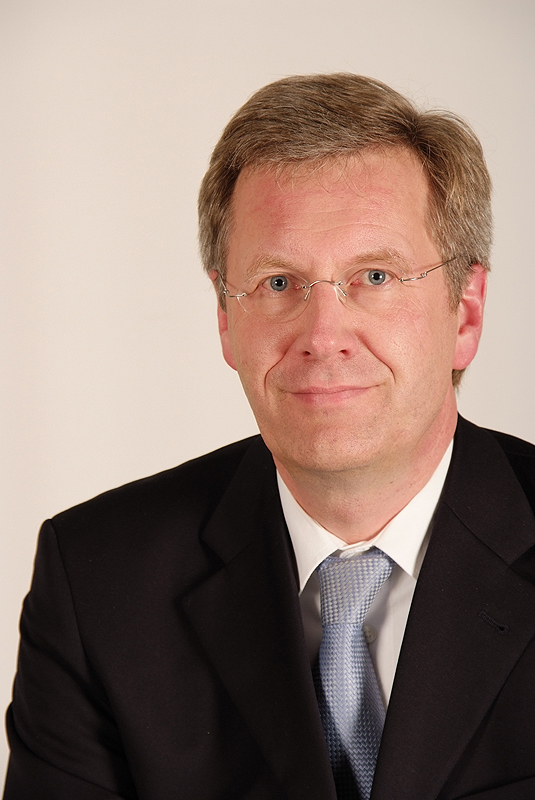
Christian Wulff 1998 bis 2010
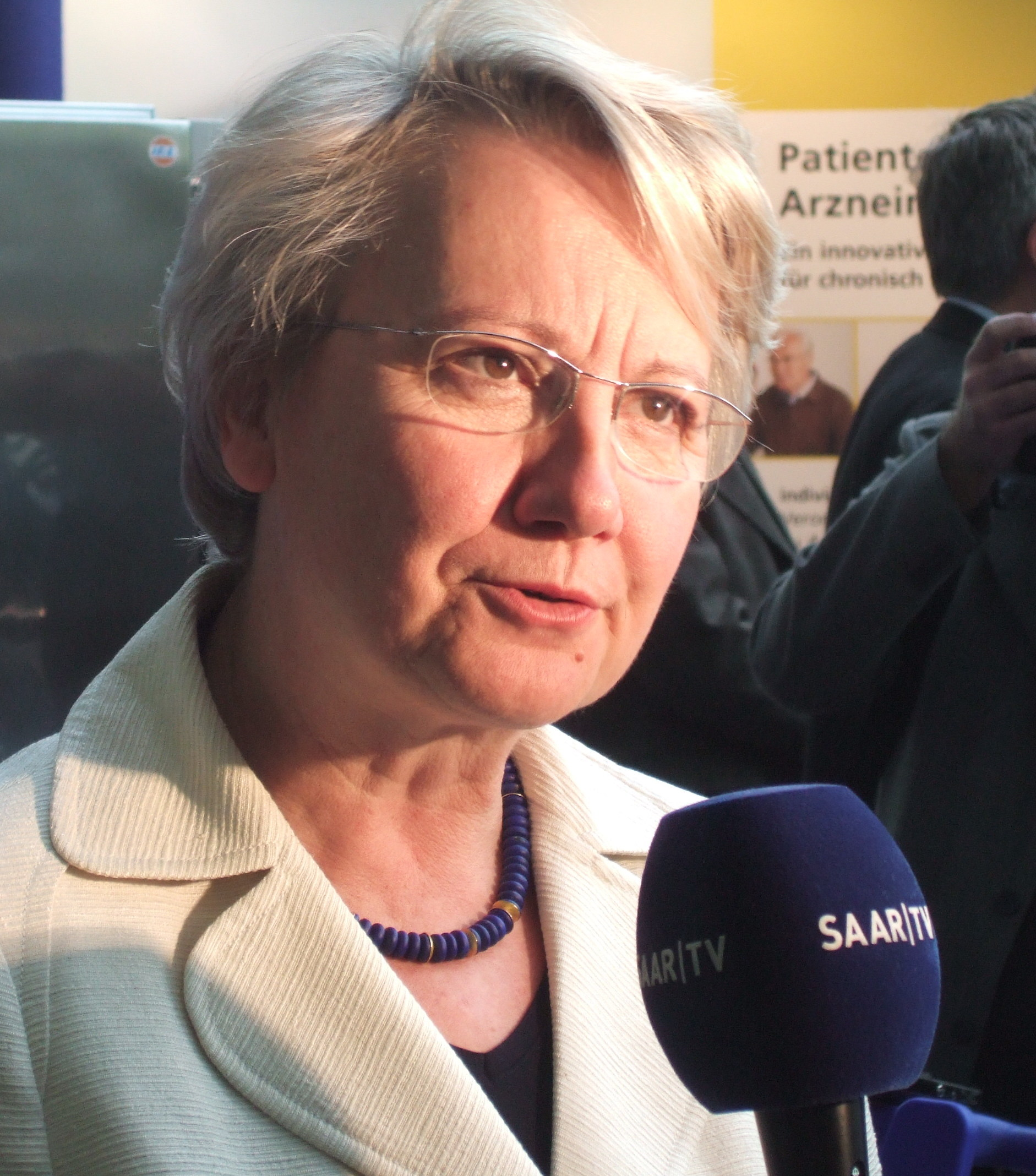
Annette Schavan 1998 bis 2012
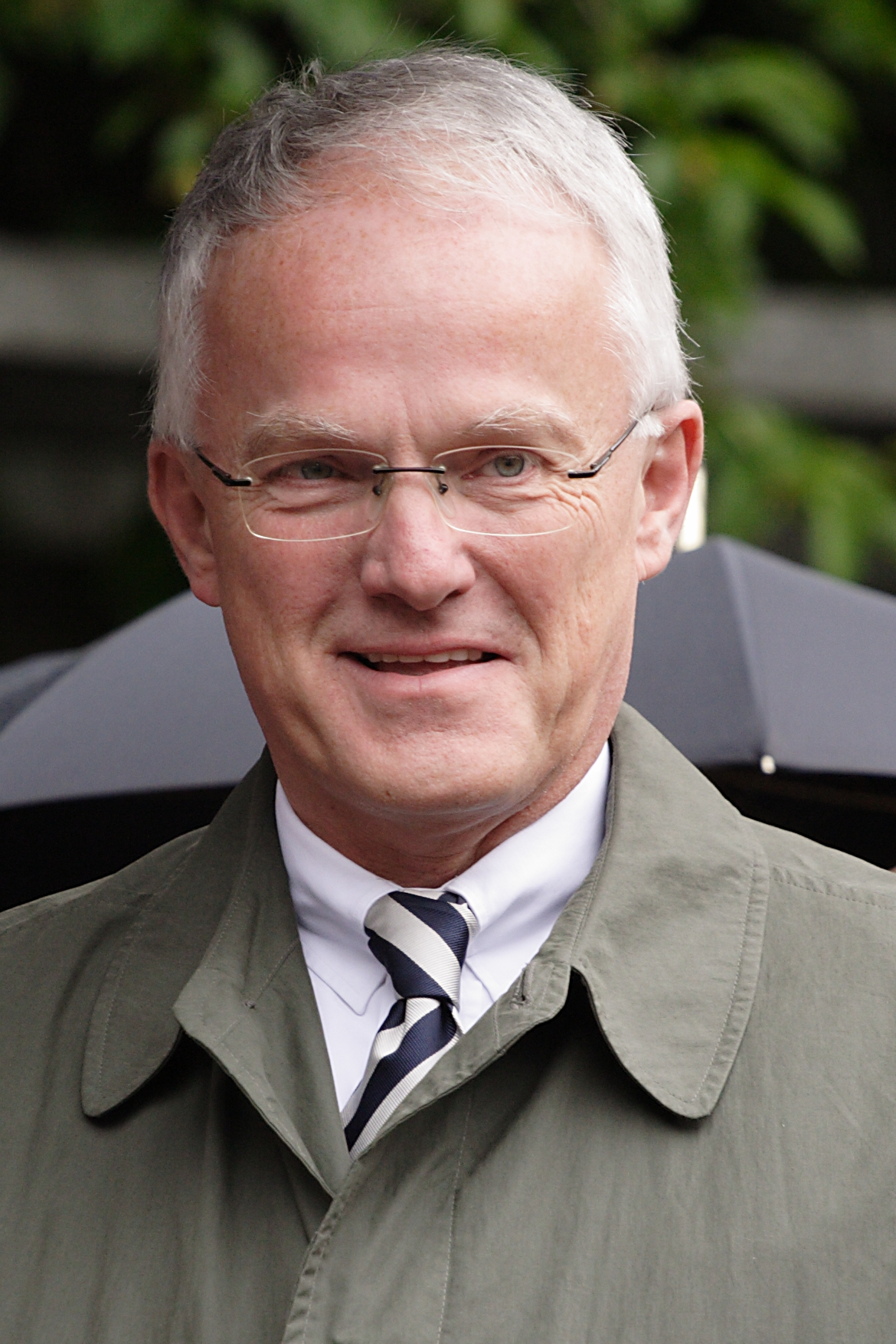
Jürgen Rüttgers 2000 bis 2010
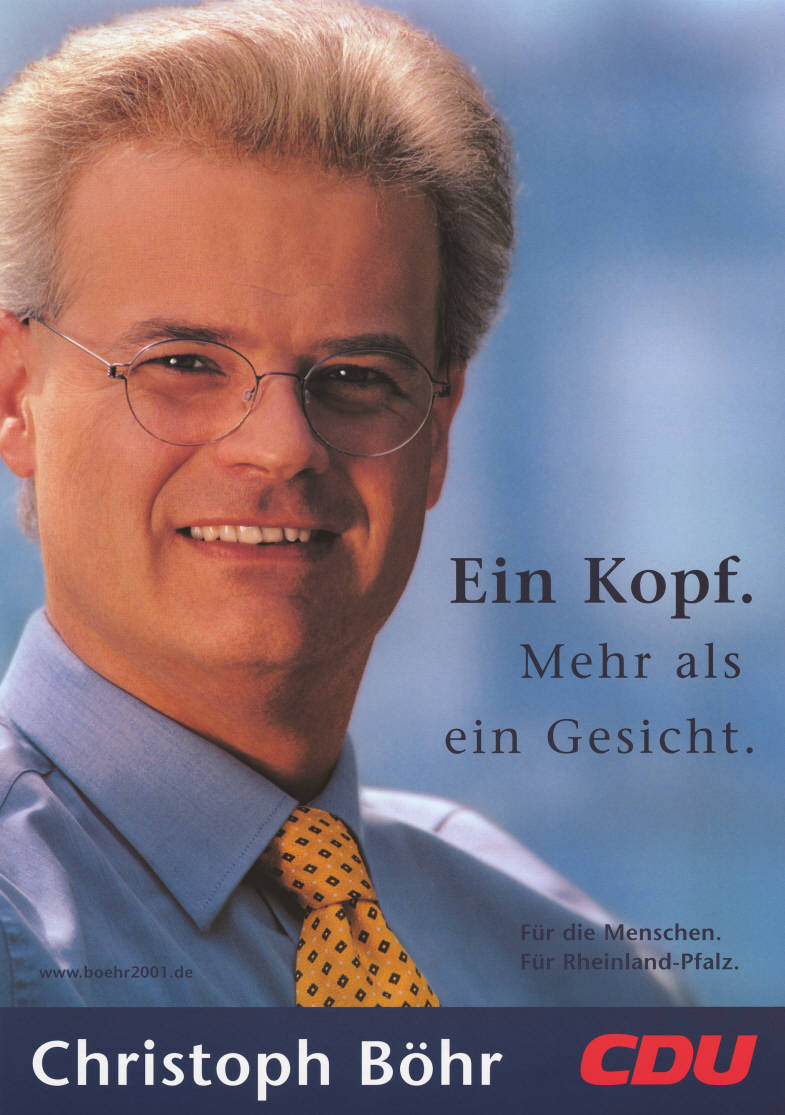
Christoph Böhr 2002 bis 2006
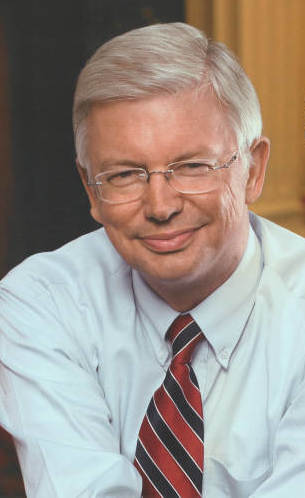
Roland Koch 2006 bis 2010
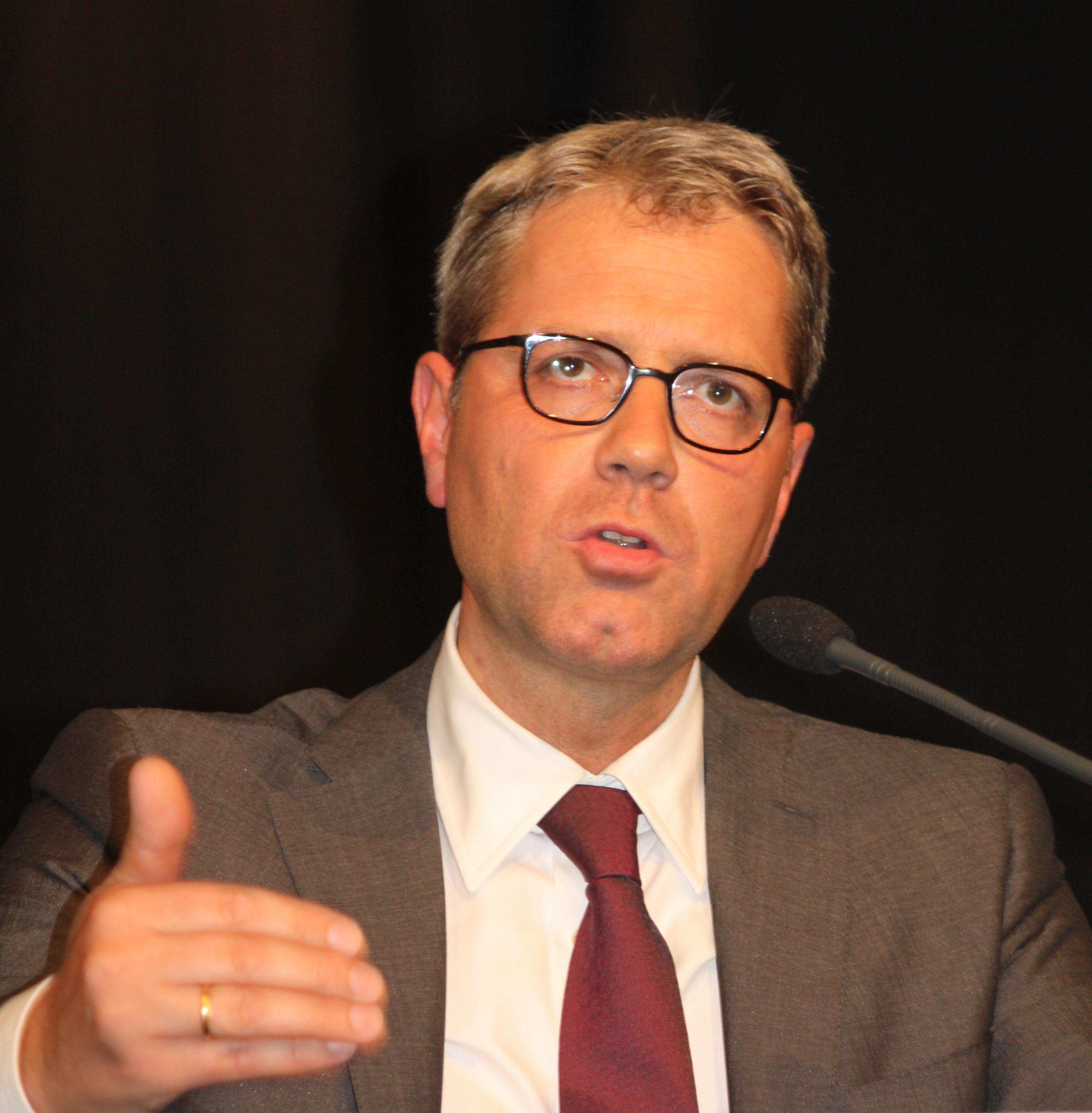
Norbert Röttgen 2010 bis 2012
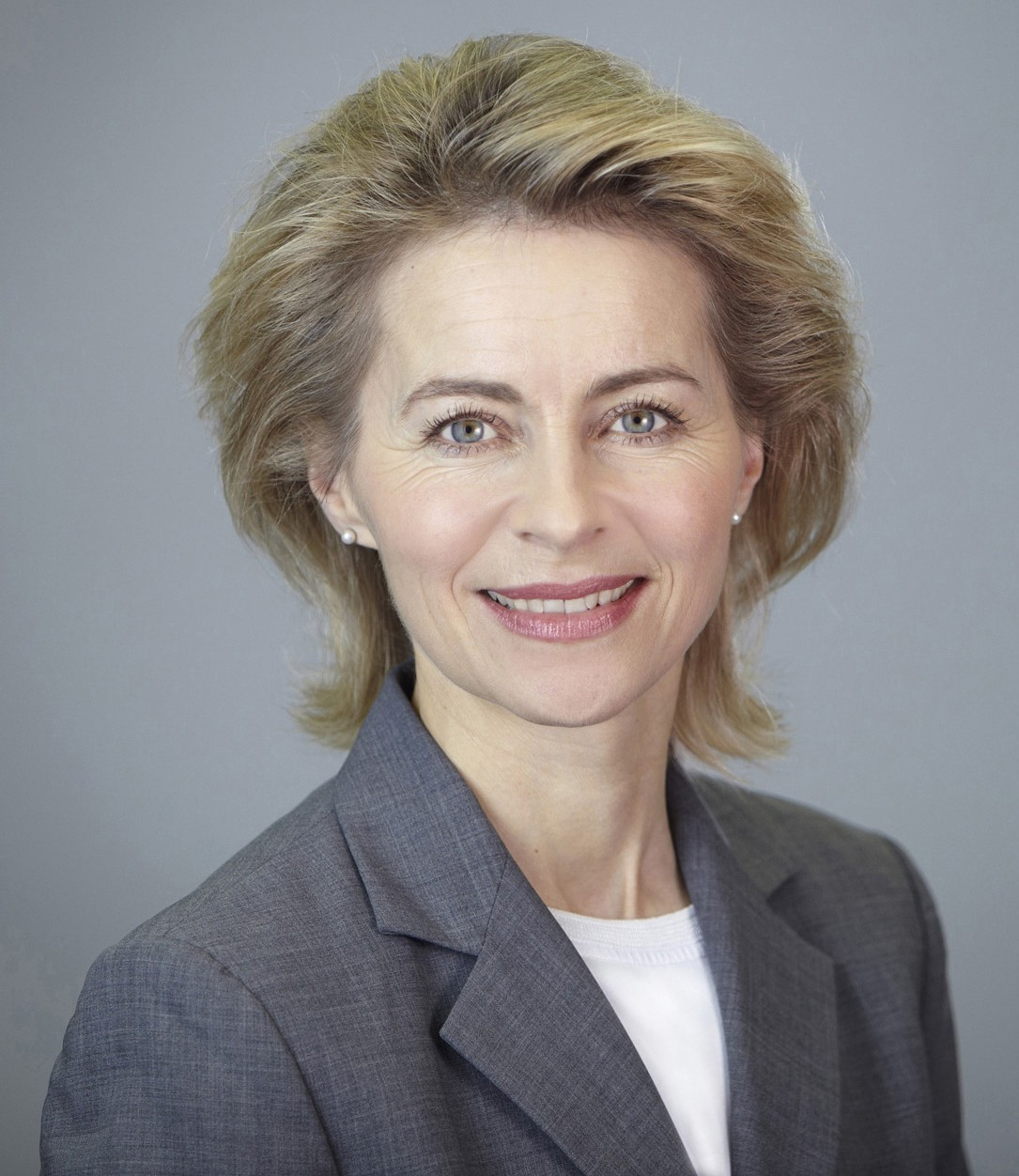
Ursula von der Leyen 2010 bis 2019
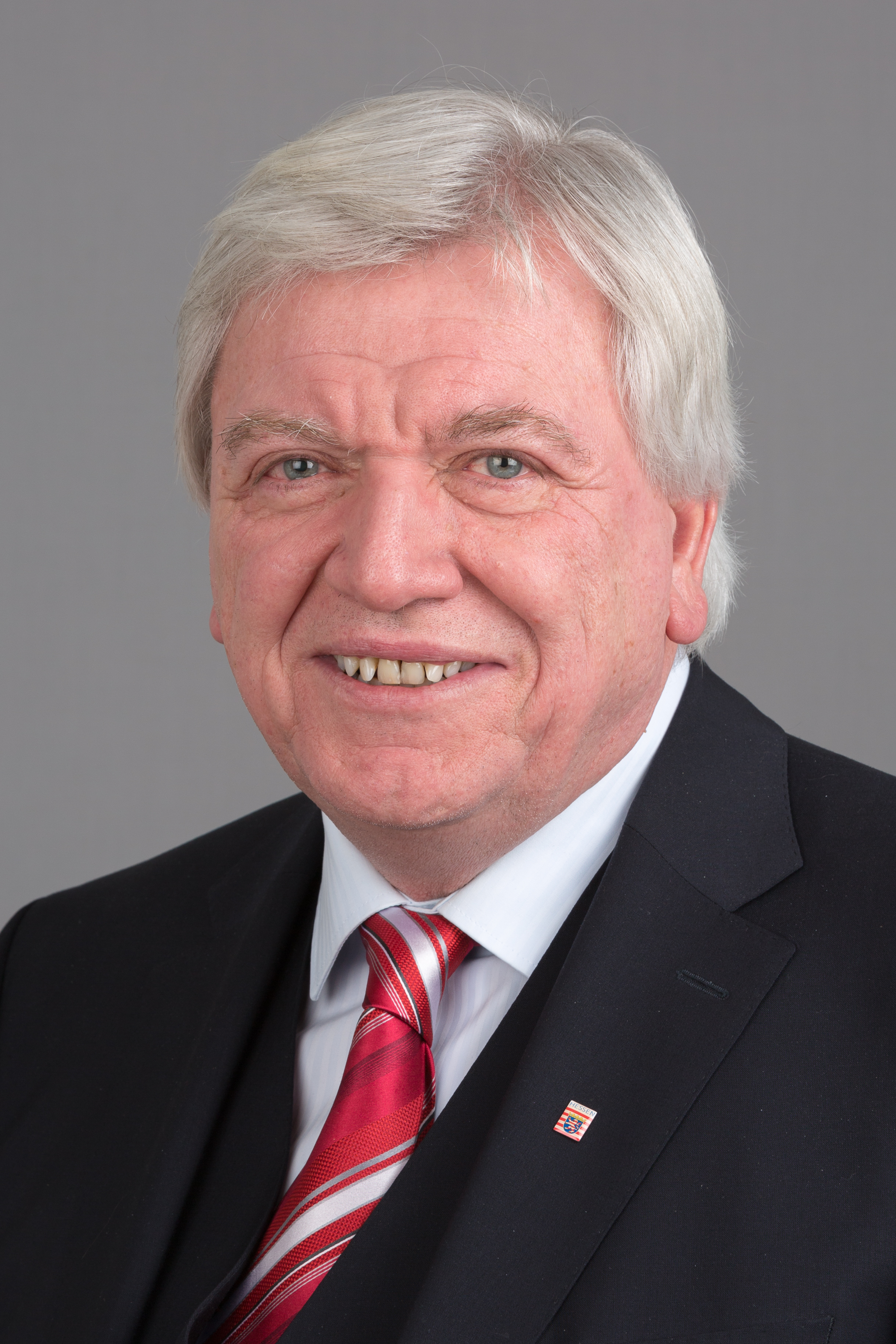
Volker Bouffier 2010 bis 2022
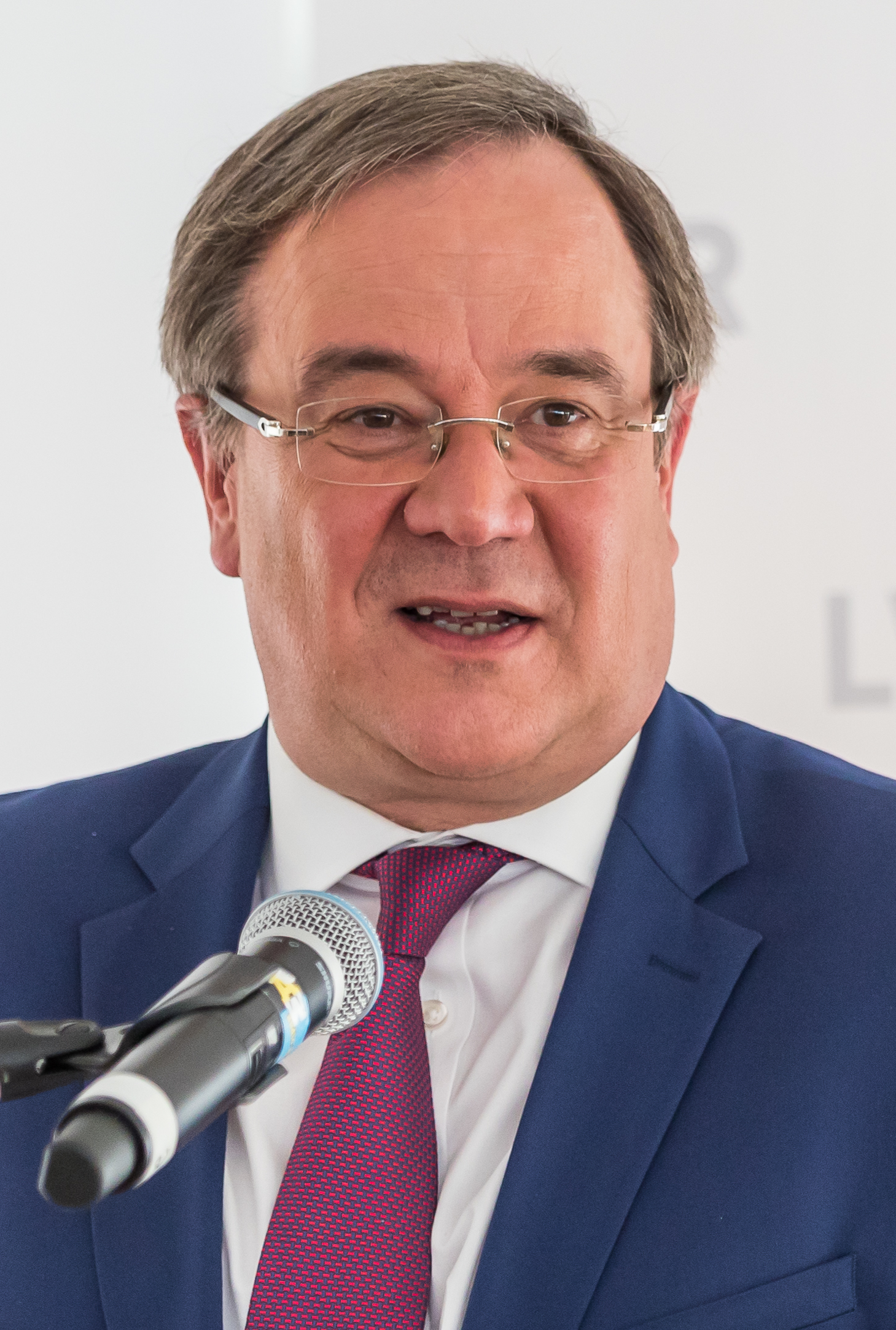
Armin Laschet 2012 bis 2021
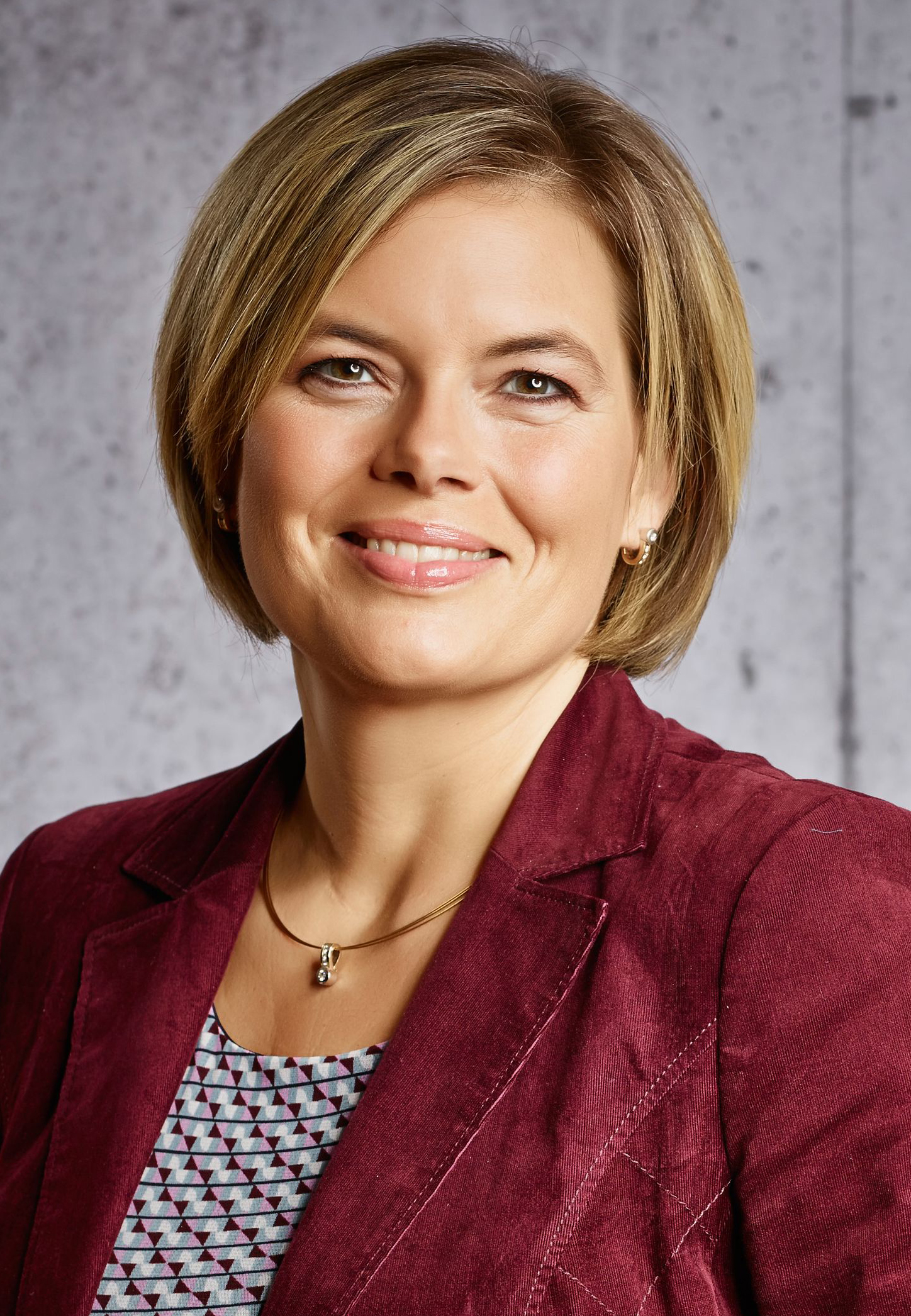
Julia Klöckner 2012 bis 2022
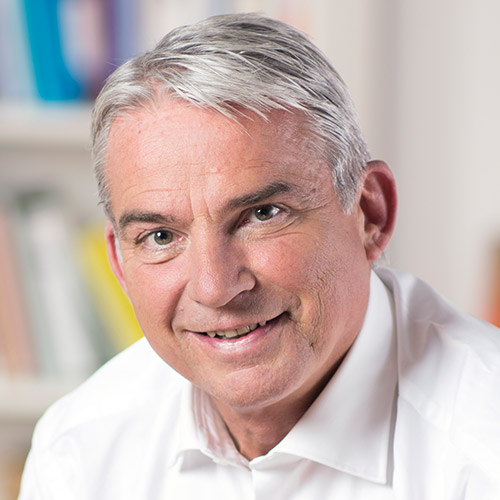
Thomas Strobl 2012 bis 2022
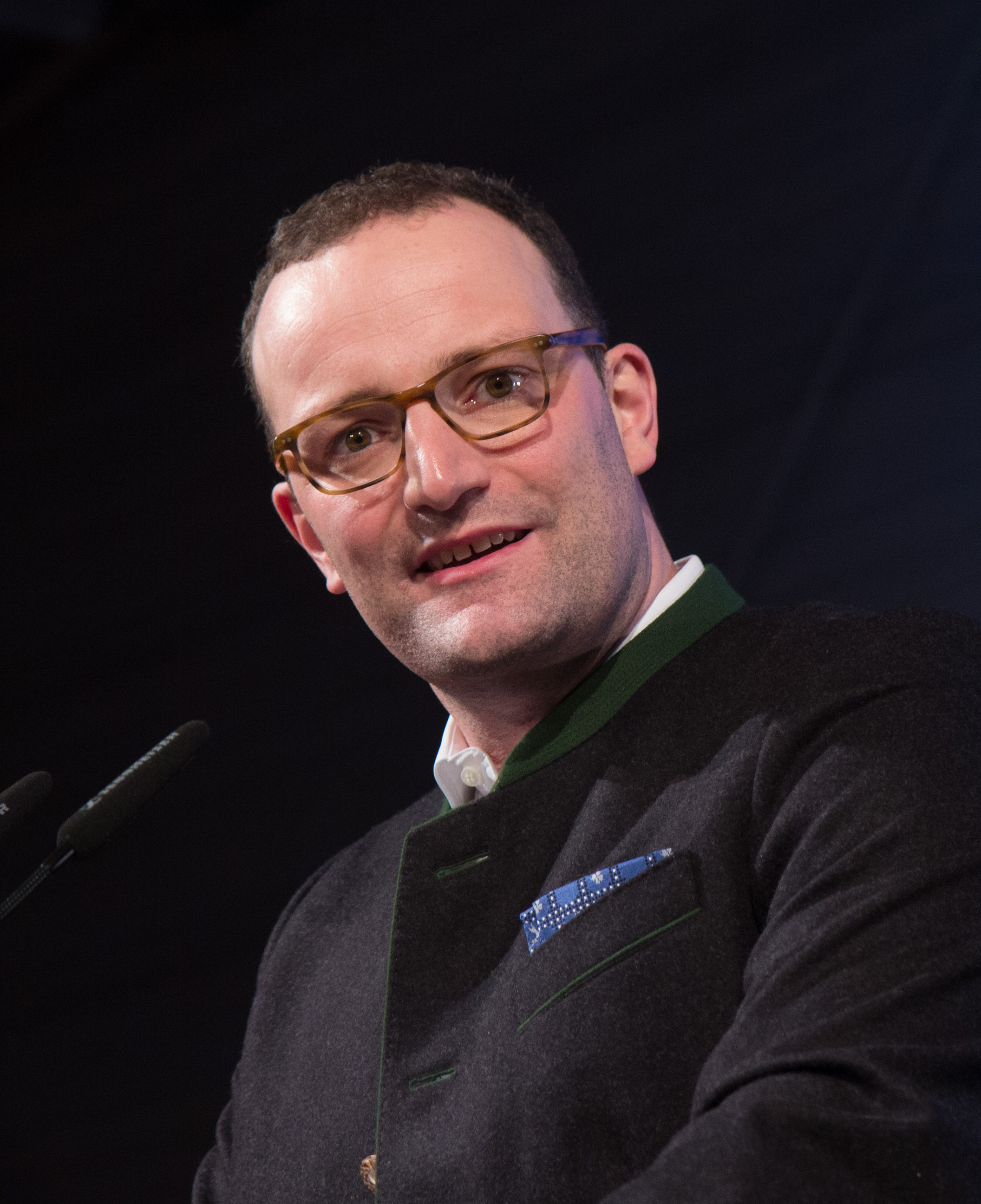
Jens Spahn 2021 bis 2022
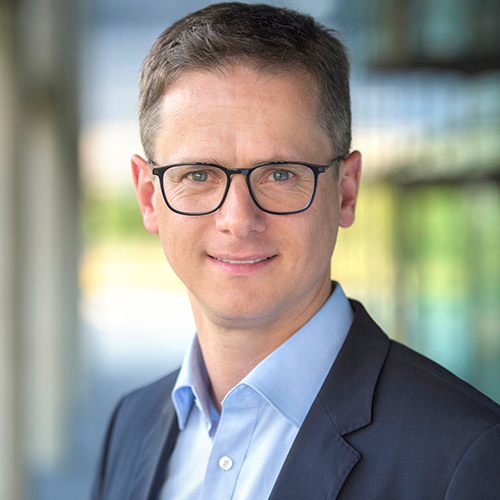
Carsten Linnemann 2022 bis 2023
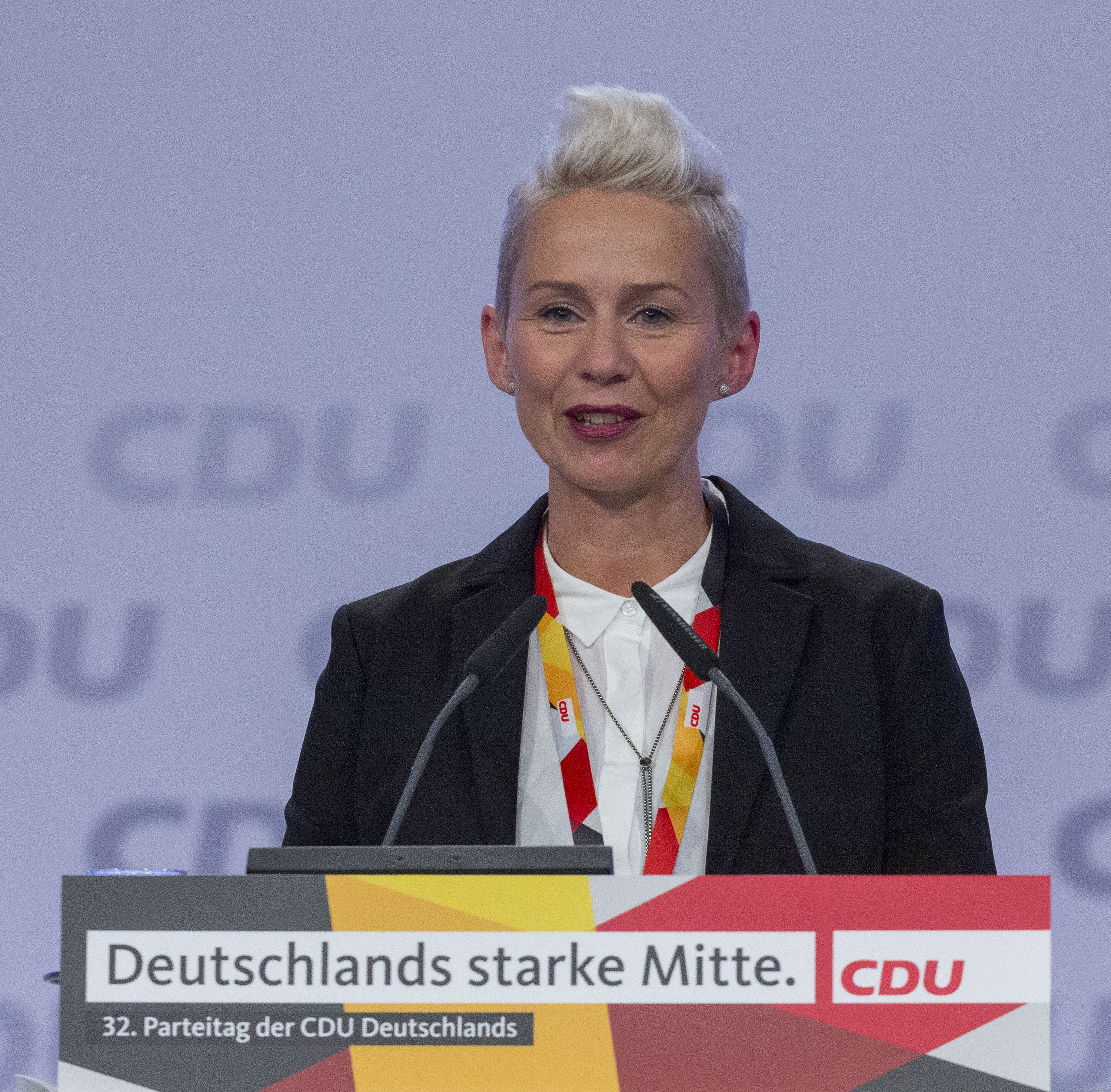
Silvia Breher seit 2019
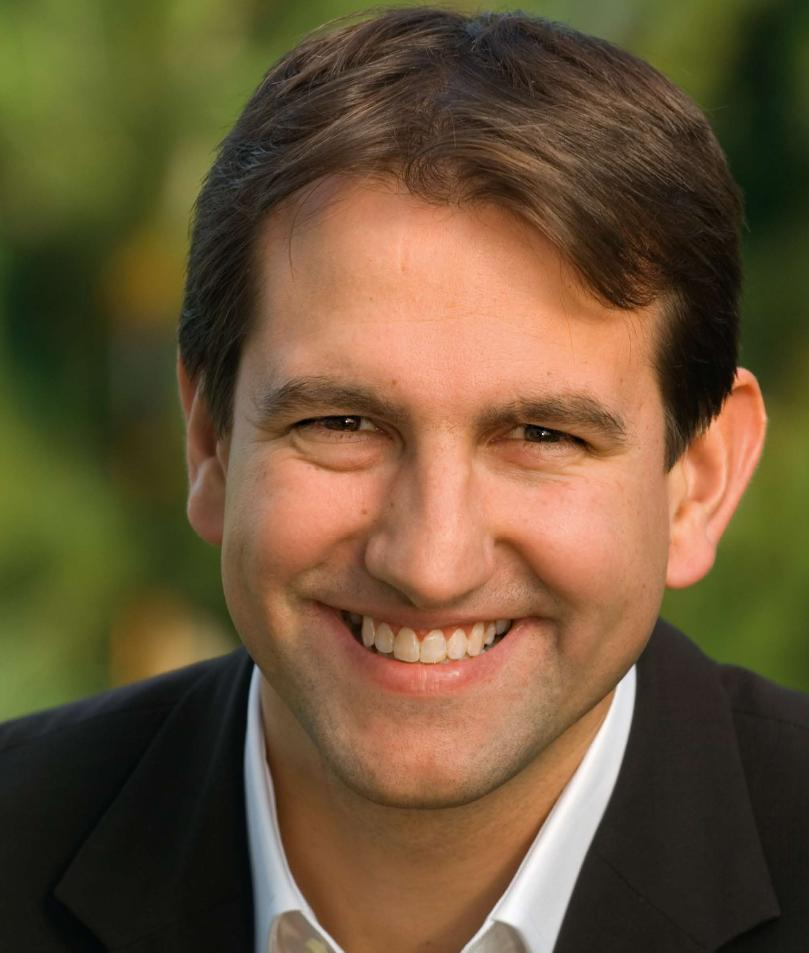
Andreas Jung seit 2022
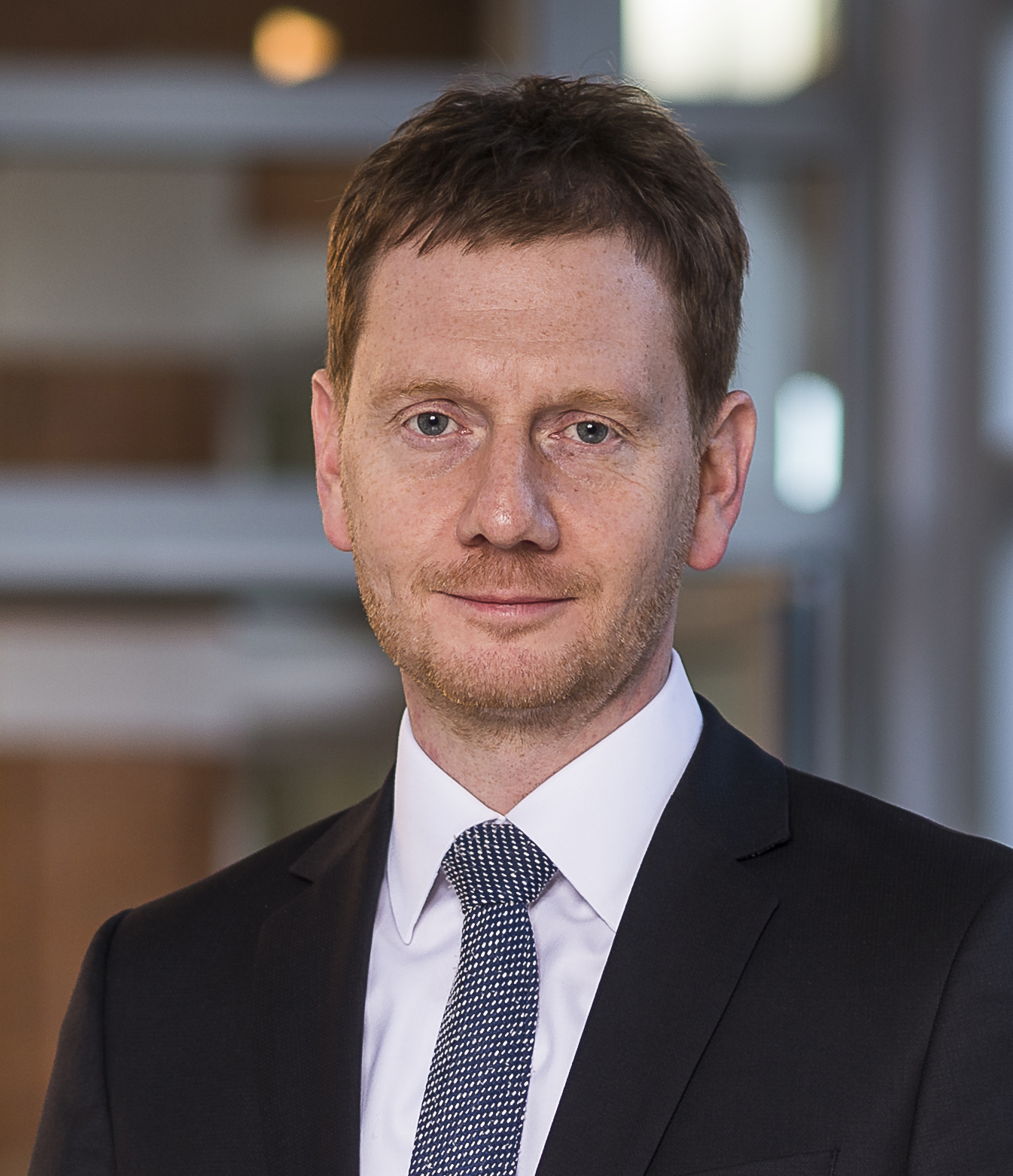
Michael Kretschmer seit 2022
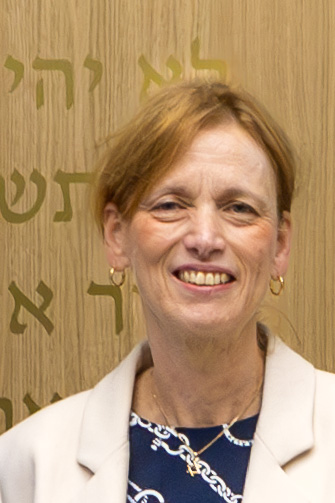
Karin Prien seit 2022
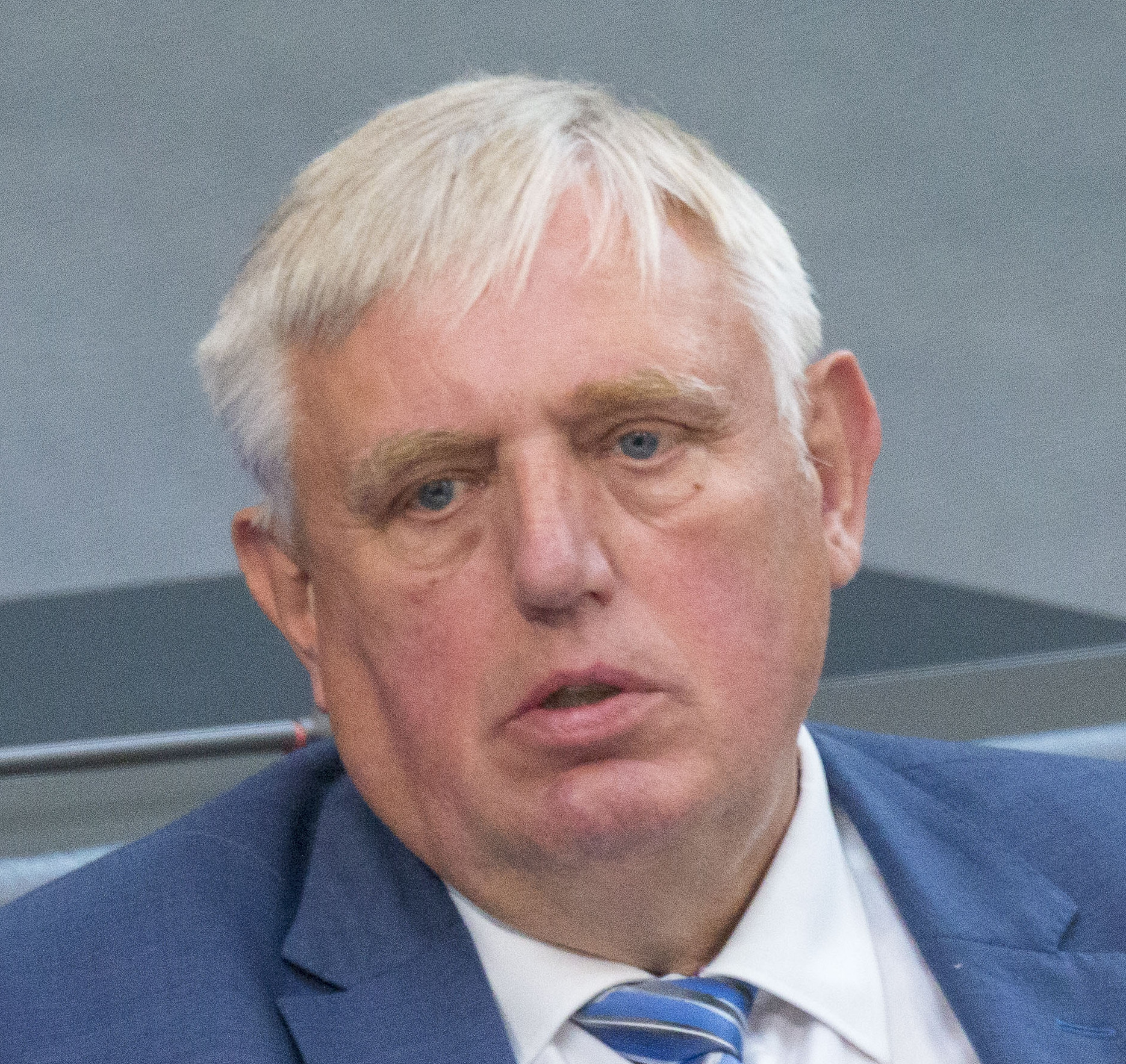
Karl-Josef Laumann seit 2024